# Niemieckie represje wobec Polaków pomagających Żydom

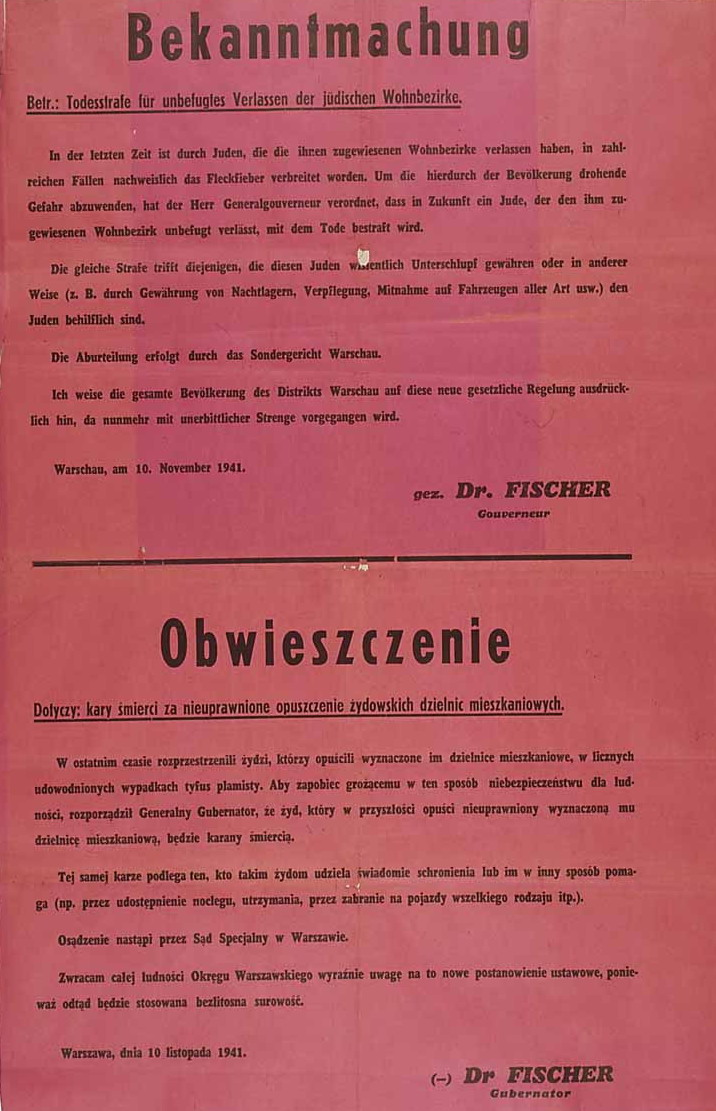
Obwieszczenie gubernatora dystryktu warszawskiego Ludwiga Fischera z 10 listopada 1941 grożące śmiercią osobom pomagającym Żydom

Niemieckie represje wobec Polaków pomagających Żydom – represje zastosowane przez niemieckie władze okupacyjne wobec obywateli polskich pochodzenia nieżydowskiego, którzy udzielali pomocy Żydom prześladowanym i eksterminowanym przez III Rzeszę w latach 1939–1945.
Zarządzenia władz okupacyjnych, a w szczególności rozporządzenie generalnego gubernatora Hansa Franka z 15 października 1941 roku, przewidywały karę śmierci dla każdego Polaka, który udzieli schronienia Żydowi lub pomoże mu w inny sposób. W praktyce wachlarz kar stosowanych wobec osób pomagających Żydom był szeroki, obejmował grzywnę, konfiskatę mienia, pobicie, uwięzienie, zesłanie do obozu koncentracyjnego i karę śmierci. W związku ze stosowaną przez okupantów zasadą odpowiedzialności zbiorowej ofiarą represji padały rodziny opiekunów, a niekiedy także całe lokalne społeczności.
Liczba Polaków straconych przez Niemców za udzielanie pomocy Żydom nie została dotąd precyzyjnie ustalona. Najbardziej ostrożne szacunki mówią o kilkuset zamordowanych.

## Niemiecka polityka antyżydowska w okupowanej Polsce

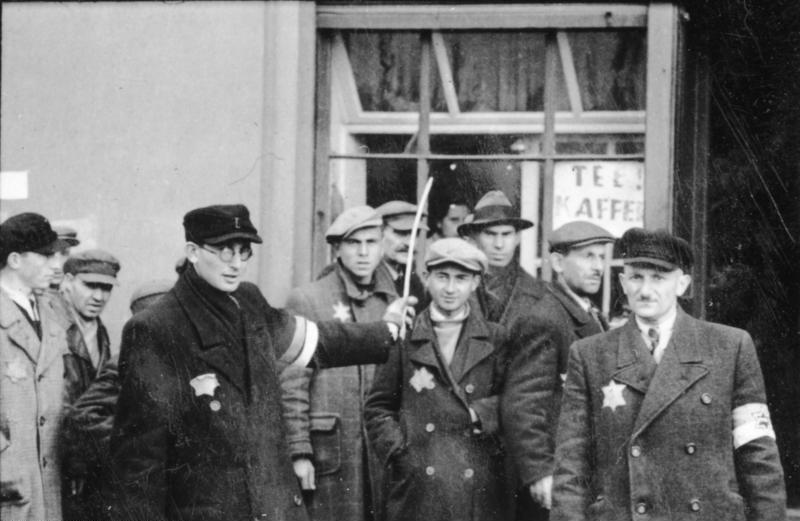
Żydowscy mężczyźni oznakowani opaskami i Gwiazdami Dawida. Łódź, rok 1940

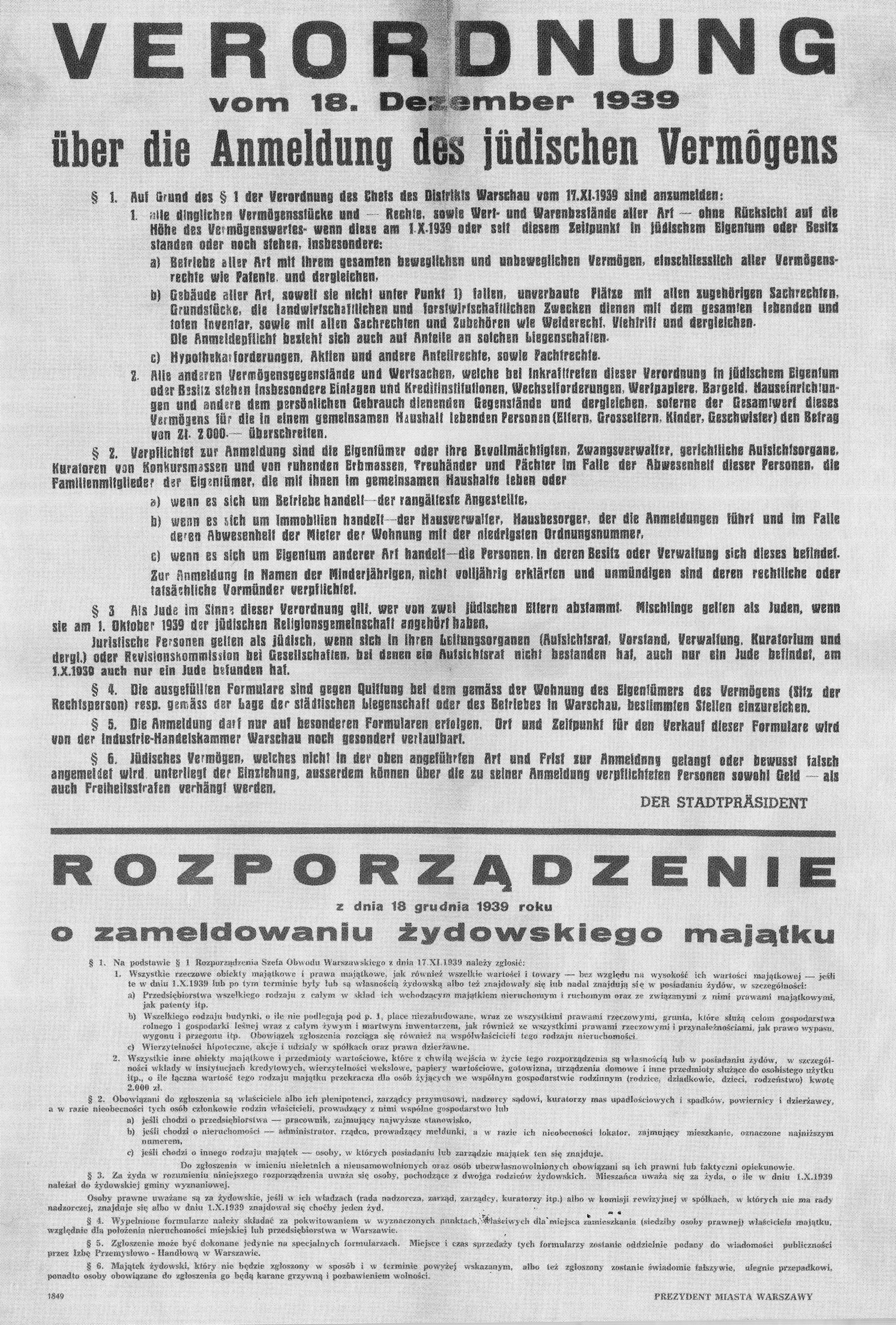
Rozporządzenie niemieckiego prezydenta Warszawy z 18 grudnia 1939 nakazujące Żydom rejestrację posiadanego majątku

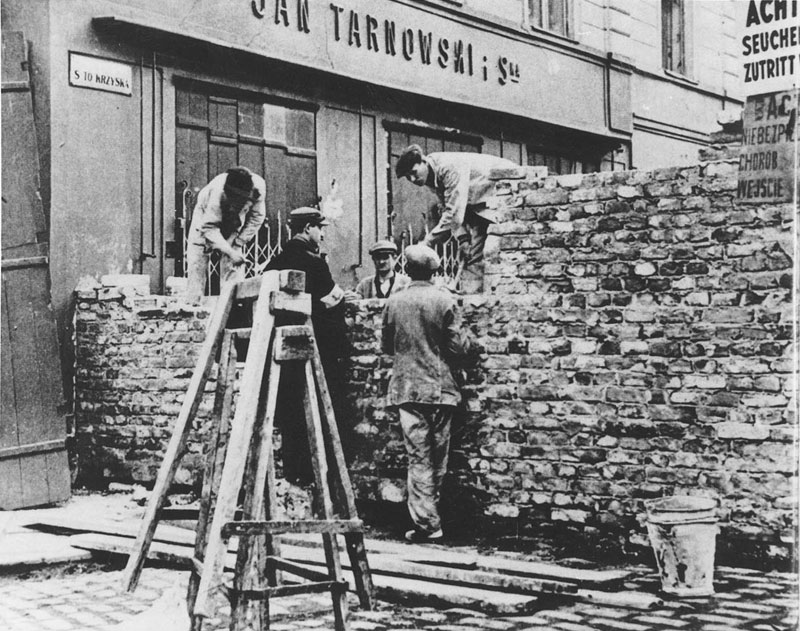
Budowa murów wokół dzielnicy żydowskiej w Warszawie, rok 1940

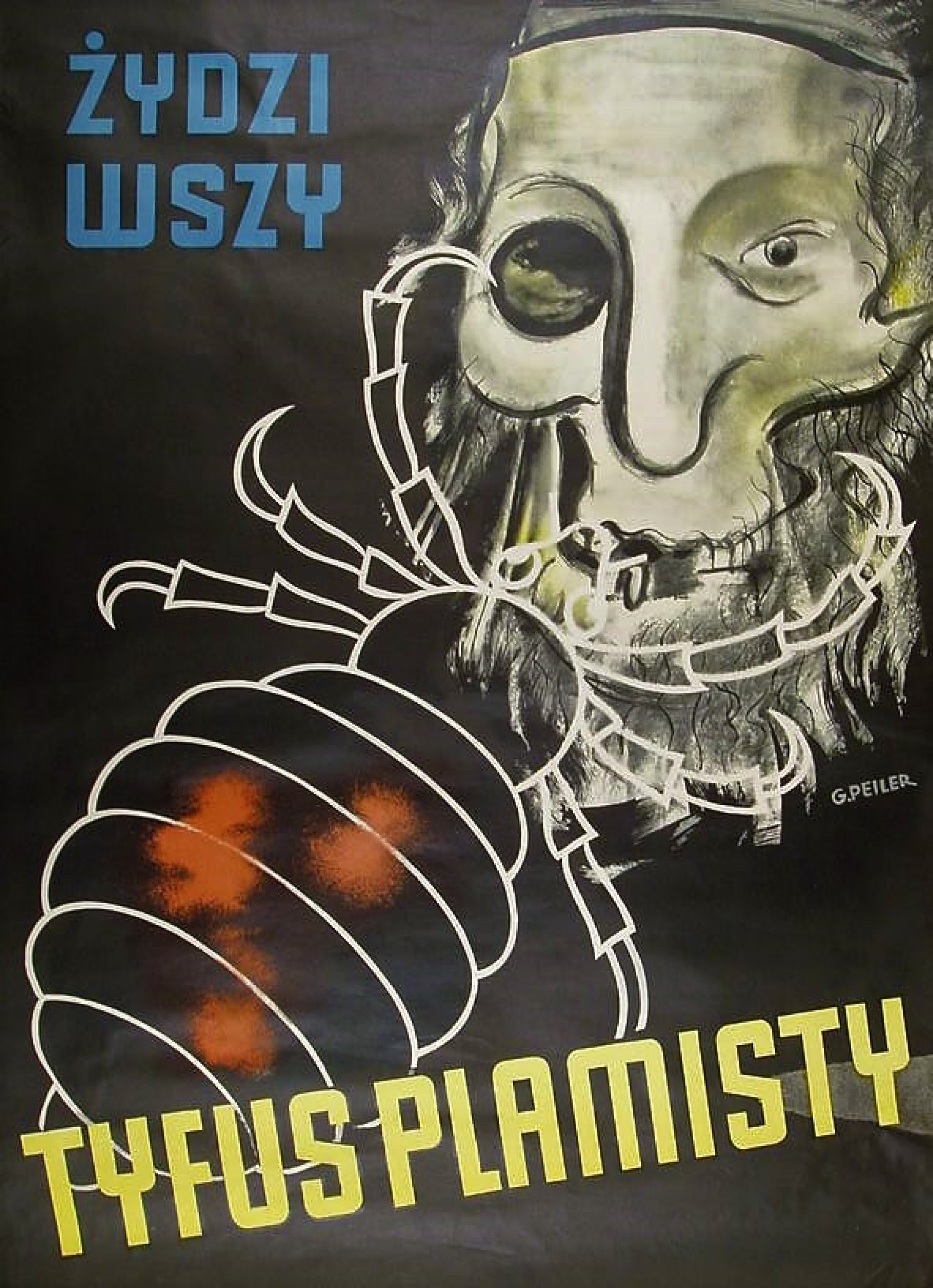
Niemiecki plakat antysemicki skierowany do ludności polskiej

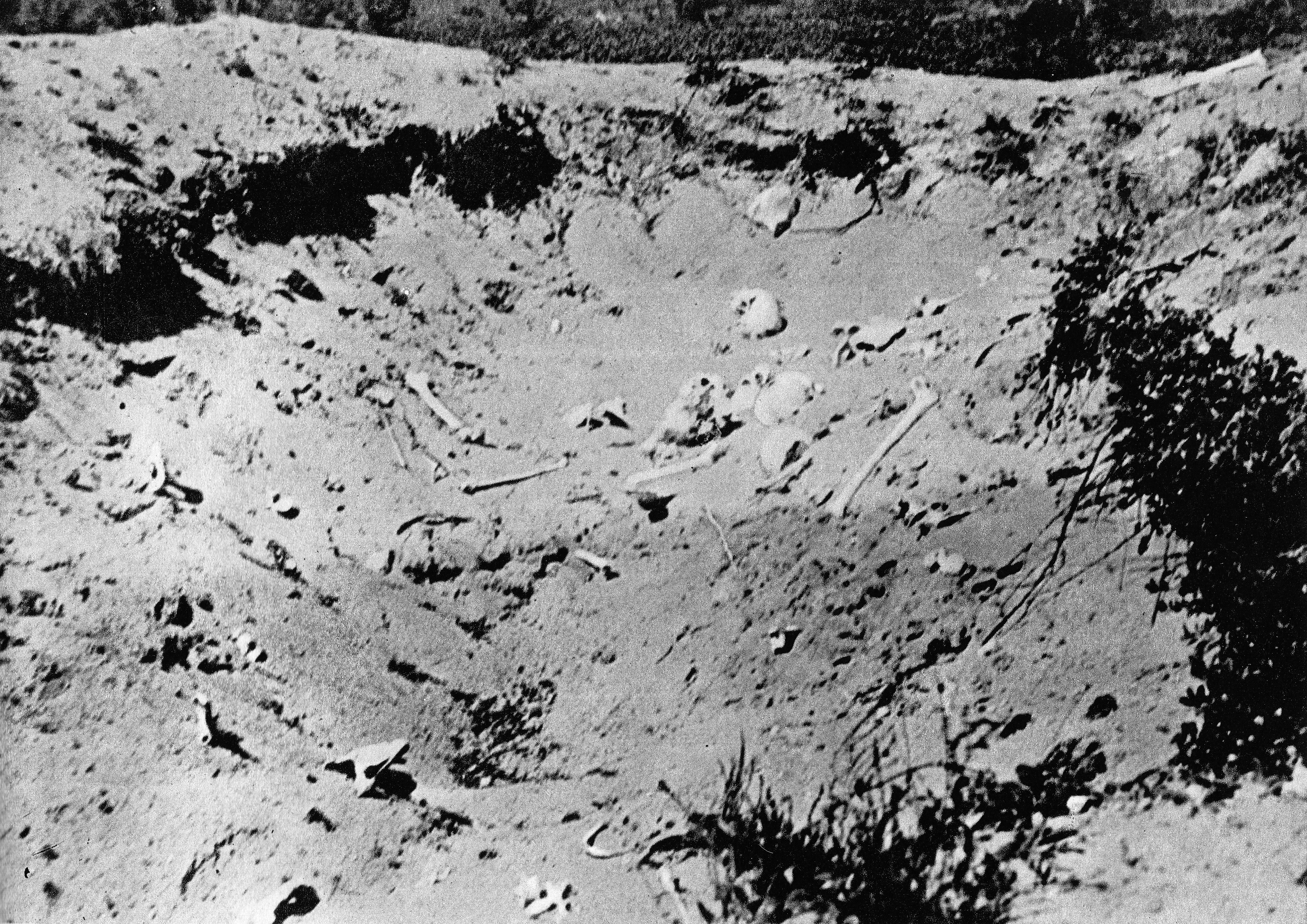
Kości pomordowanych na terenie obozu zagłady w Treblince. Zdjęcie wykonane latem 1945 roku

W pierwszych latach drugiej wojny światowej niemiecka polityka w odniesieniu do „kwestii żydowskiej” w okupowanej Polsce nie była spójna i konsekwentna. Niemniej zasadniczym jej celem było dążenie do izolacji Żydów, grabieży ich majątku, wyzysku poprzez przymusową pracę, a w ostatecznym rozrachunku – ich całkowitego usunięcia z ziem znajdujących się pod władzą III Rzeszy. Wstępny plan postępowania z ludnością żydowską w Polsce przyjęto już 21 września 1939, a więc jeszcze przed zakończeniem kampanii wrześniowej. Tego dnia w Berlinie odbyła się narada pod przewodnictwem SS-Gruppenführera Reinharda Heydricha, w której udział wzięli szefowie najważniejszych departamentów Generalnego Urzędu Policji Bezpieczeństwa i dowódcy Einsatzgruppen działających na terytorium Polski. Ustalono wówczas, że wszyscy Żydzi zamieszkujący ziemie, które planowano wcielić do Rzeszy, zostaną przesiedleni na tereny centralnej Polski. Masowe wysiedlenia miało poprzedzić usunięcie ludności żydowskiej z obszarów wiejskich i jej koncentracja w większych ośrodkach miejskich. Na pozostałych terenach okupowanych także zamierzano przymusowo przesiedlić Żydów do większych miejscowości, zwłaszcza do tych, które leżały w pobliżu linii kolejowych. Podczas narady przyjęto ponadto szereg zaleceń dotyczących między innymi utworzenia „Żydowskich Rad Starszych”, przeprowadzenia spisu ludności żydowskiej, a także jej znakowania i objęcia pracą przymusową.
Konieczność odizolowania Żydów od reszty mieszkańców okupowanych ziem polskich podkreślał memoriał O traktowaniu ludności na byłych obszarach polskich z punktu widzenia rasowo-politycznego, opracowany w listopadzie 1939 roku przez Urząd Polityki Rasowej NSDAP. Jego autorzy zapisali między innymi, że „zadaniem administracji niemieckiej będzie poróżnić i wygrać przeciwko sobie Polaków i Żydów”. Zalecenie dotyczące podsycania antagonizmów pomiędzy Polakami a Żydami i innymi mniejszościami narodowymi zawarto również w memoriale O stanowisku prawnym niemieckiej polityki wobec Polaków z punktu widzenia narodowościowopolitycznego, przygotowanym w styczniu 1940 roku dla Akademii Niemieckiego Prawa.
Od pierwszych dni okupacji Niemcy traktowali ludność żydowską w duchu rasistowskich ustaw norymberskich. Od września 1939 roku władze okupacyjne różnego szczebla wydawały zarządzenia nakazujące Żydom noszenie specjalnych opasek lub znaków rozpoznawczych, a także nakazujące znakowanie należących do nich mieszkań i przedsiębiorstw. Na terytorium Generalnego Gubernatorstwa ową politykę usankcjonowało rozporządzenie generalnego gubernatora Hansa Franka z 23 listopada 1939 roku, które narzucało obowiązek noszenia opasek z Gwiazdą Dawida wszystkim Żydom w wieku powyżej dziesięciu lat. Znakowanie Żydów wprowadzono także na ziemiach wcielonych do Rzeszy, zazwyczaj odbywało się to jednak na podstawie tajnych instrukcji, gdyż stosowną ustawę wprowadzono w Niemczech dopiero jesienią 1941 roku. Ponadto już w pierwszych miesiącach okupacji niemal we wszystkich miastach Generalnego Gubernatorstwa i Kraju Warty wprowadzono daleko idące ograniczenia w swobodzie poruszania się Żydów. Stosowano w tym celu takie narzędzia jak godzina policyjna, zakaz opuszczania miejsca zamieszkania, zakaz poruszania się rozmaitymi środkami transportu. Rozporządzeniem Hansa Franka z 26 stycznia 1940 roku zabroniono Żydom podróżowania koleją. Z czasem ten zakaz rozszerzono także na inne środki transportu. Za złamanie powyższych przepisów groziły surowe sankcje karne, do kary śmierci włącznie.
Niemcy podjęli także działania, które miały na celu doprowadzenie do pauperyzacji Żydów oraz ich wykluczenia z życia gospodarczego okupowanego kraju. Masowo konfiskowano należące do Żydów przedsiębiorstwa przemysłowe, handlowe i usługowe. Wprowadzono także daleko idące ograniczenia w dziedzinie produkcji rzemieślniczej, drobnego handlu, dysponowania majątkiem, czy obrotu pieniężnego. Prawnie usankcjonowanej „aryzacji” żydowskiego majątku towarzyszyły indywidualne („dzikie”) grabieże. Na Żydów nakładano także kontrybucje i specjalne podatki. Przedstawicieli żydowskiej inteligencji pozbawiono prawa do wykonywania wolnych zawodów i masowo zwalniano z pracy w instytucjach publicznych. Rozporządzeniem Hansa Franka z 26 października 1939 roku ludność żydowską w Generalnym Gubernatorstwie objęto przymusem pracy. Dwa lata później przymus pracy dla Żydów wprowadzono na ziemiach wcielonych do Rzeszy, jednakże tylko sankcjonując stan rzeczy, który panował tam od pierwszych miesięcy okupacji.
Kolejnym etapem antysemickiej polityki okupanta była gettoizacja ludności żydowskiej, oficjalnie uzasadniana względami ekonomicznymi, sanitarnymi lub politycznymi. Jako pretekst do izolacji Żydów w zamkniętych dzielnicach mieszkaniowych posłużył m.in. „pogrom wielkanocny” z marca 1940 roku, urządzony z niemieckiej inspiracji przez polskich skrajnych nacjonalistów. Pierwsze żydowskie getto zostało utworzone już w październiku 1939 roku w Piotrkowie Trybunalskim. W ciągu kolejnych kilku miesięcy w Generalnym Gubernatorstwie i Kraju Warty powstało jeszcze kilkanaście gett, w tym m.in. getto w Łodzi (luty 1940). Począwszy od września 1940 roku proces gettoizacji nabrał bardziej zorganizowanego charakteru. W październiku tegoż roku zarządzono utworzenie „dzielnicy żydowskiej w Warszawie”. W marcu 1941 roku powstały getta w Krakowie i Lublinie. Stosunkowo najpóźniej, gdyż dopiero w grudniu 1941 roku, zakończono natomiast proces gettoizacji w dystrykcie radomskim Generalnego Gubernatorstwa. Po wybuchu wojny niemiecko-sowieckiej przystąpiono także do organizowania gett na ziemiach polskich zaanektowanych uprzednio przez ZSRR. Tworzeniu zamkniętych skupisk żydowskich towarzyszyła postępująca redukcja liczebności mniejszych gett. Koncentracji i izolacji ludności żydowskiej miał także służyć niezrealizowany ostatecznie projekt utworzenia wielkiego „rezerwatu” dla Żydów na Lubelszczyźnie.
Przesiedlenie do gett spowodowało ograniczenie kontaktów Żydów z Polakami, a w sferze symbolicznej oznaczało wyrzucenie tych pierwszych poza nawias społeczeństwa. Marcin Zaremba ocenia, że rezultatem tego procesu było obniżenie empatii, a nawet zwiększenie wrogości wobec Żydów. Co więcej, Niemcy uruchomili zakrojoną na szeroką skalę antysemicką kampanię propagandową, która była skierowana do ludności „aryjskiej” – w pierwszym rzędzie do Polaków. Za pomocą „gadzinowej” prasy, kina, czy plakatu okupanci starali się pogłębiać antysemickie postawy i stereotypy, rozpowszechnione jeszcze przed wojną w niektórych kręgach polskiego społeczeństwa. Niemiecka propaganda starała się m.in. zrzucić na Żydów winę za wybuch wojny i okupacyjne niedobory, a także odhumanizować ich w oczach polskiego społeczeństwa, chociażby poprzez oskarżenia o roznoszenie chorób zakaźnych (np. plakaty „Żydzi – wszy – tyfus plamisty”). Po rozpoczęciu wojny z ZSRR i odkryciu grobów katyńskich intensywnie szafowano również hasłem „żydokomuny”. W wielu wypadkach antysemicka propaganda trafiła na podatny grunt i miała wpływ na postawy Polaków wobec Żydów, także już po rozpoczęciu „ostatecznego rozwiązania”.
Po rozpoczęciu inwazji na ZSRR (22 czerwca 1941) antyżydowska polityka okupanta uległa gwałtownej radykalizacji. Na wschód od linii Ribbentrop-Mołotow rozpoczęły działalność niemieckie Einsatzgruppen, które do końca 1941 roku wymordowały od 500 tys. do miliona Żydów polskich i sowieckich. W grudniu 1941 roku w obozie zagłady w Chełmnie nad Nerem rozpoczęto eksterminację Żydów z Kraju Warty. Do lata 1942 roku przestały istnieć wszystkie tamtejsze getta, z wyjątkiem łódzkiego. Z kolei w nocy z 16 na 17 marca 1942 roku rozpoczęły się deportacje mieszkańców getta w Lublinie do obozu zagłady w Bełżcu. Był to początek masowej i systematycznej eksterminacji Żydów zamieszkujących tereny Generalnego Gubernatorstwa i okręgu białostockiego, którą Niemcy ochrzcili później kryptonimem Einsatz Reinhardt. Ponadto począwszy od połowy 1942 roku obozy zagłady utworzone przez Niemców na okupowanych ziemiach polskich stały się miejscem kaźni Żydów deportowanych z innych państw Europy. Do listopada 1943 roku akcja „Reinhardt” pochłonęła co najmniej 1,8 miliona ofiar. Mimo iż w drugiej połowie roku nastąpiła likwidacja obozów zagłady zorganizowanych na potrzeby tej operacji, masową eksterminację Żydów polskich i europejskich kontynuowano – przede wszystkim w obozie Auschwitz-Birkenau. W sierpniu 1944 zakończyła się likwidacja ostatniego getta na okupowanych ziemiach polskich – getta łódzkiego. W konsekwencji niemieckiej polityki eksterminacji na okupowanych ziemiach polskich zamordowano większość z około 5,5 miliona ofiar Holocaustu, w tym co najmniej 2,8 mln polskich Żydów.

## Represje wobec Polaków pomagających Żydom

### Sankcje karne grożące za pomoc Żydom

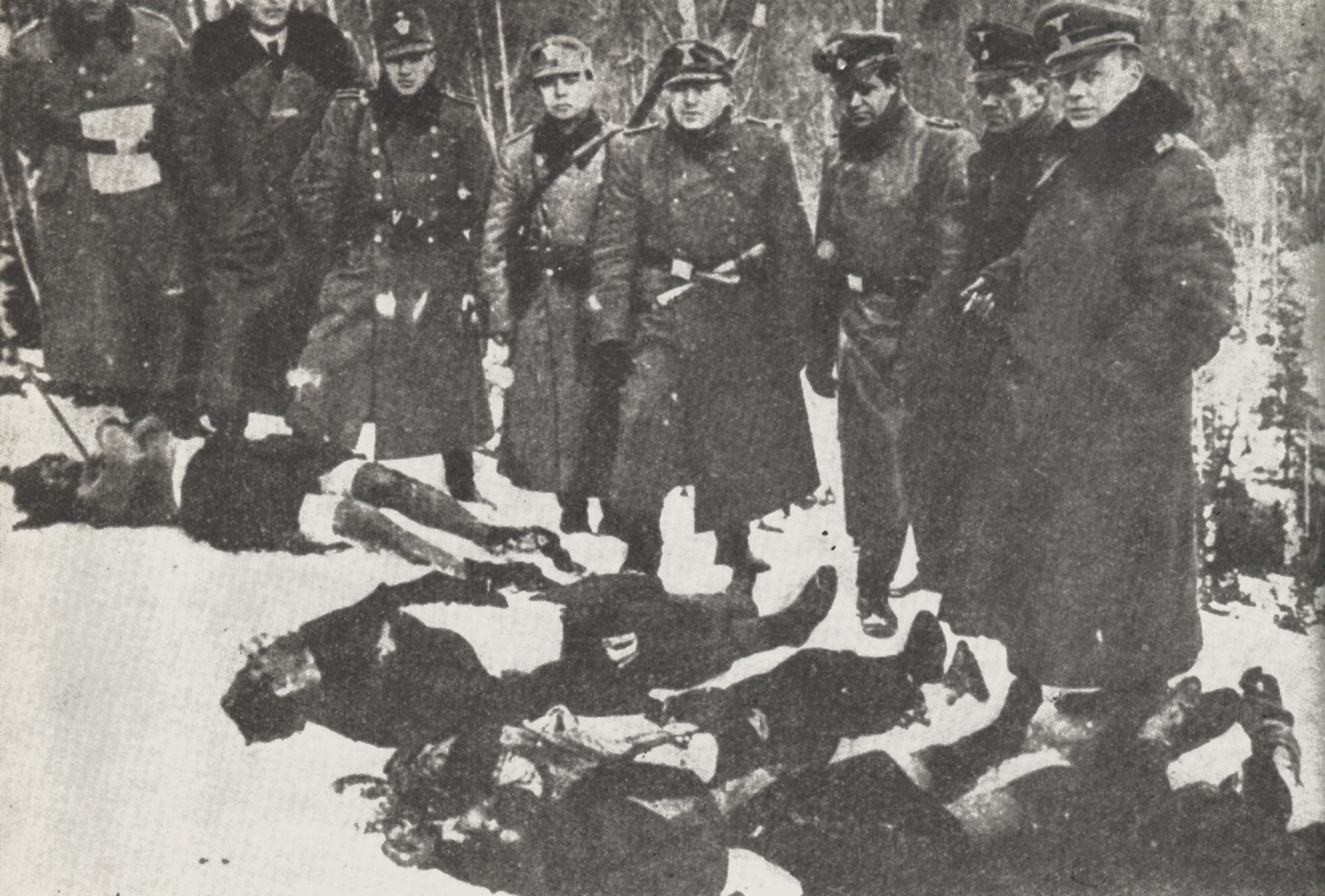
Esesmani i niemieccy policjanci pozujący wśród ciał wytropionych w lasach uciekinierów

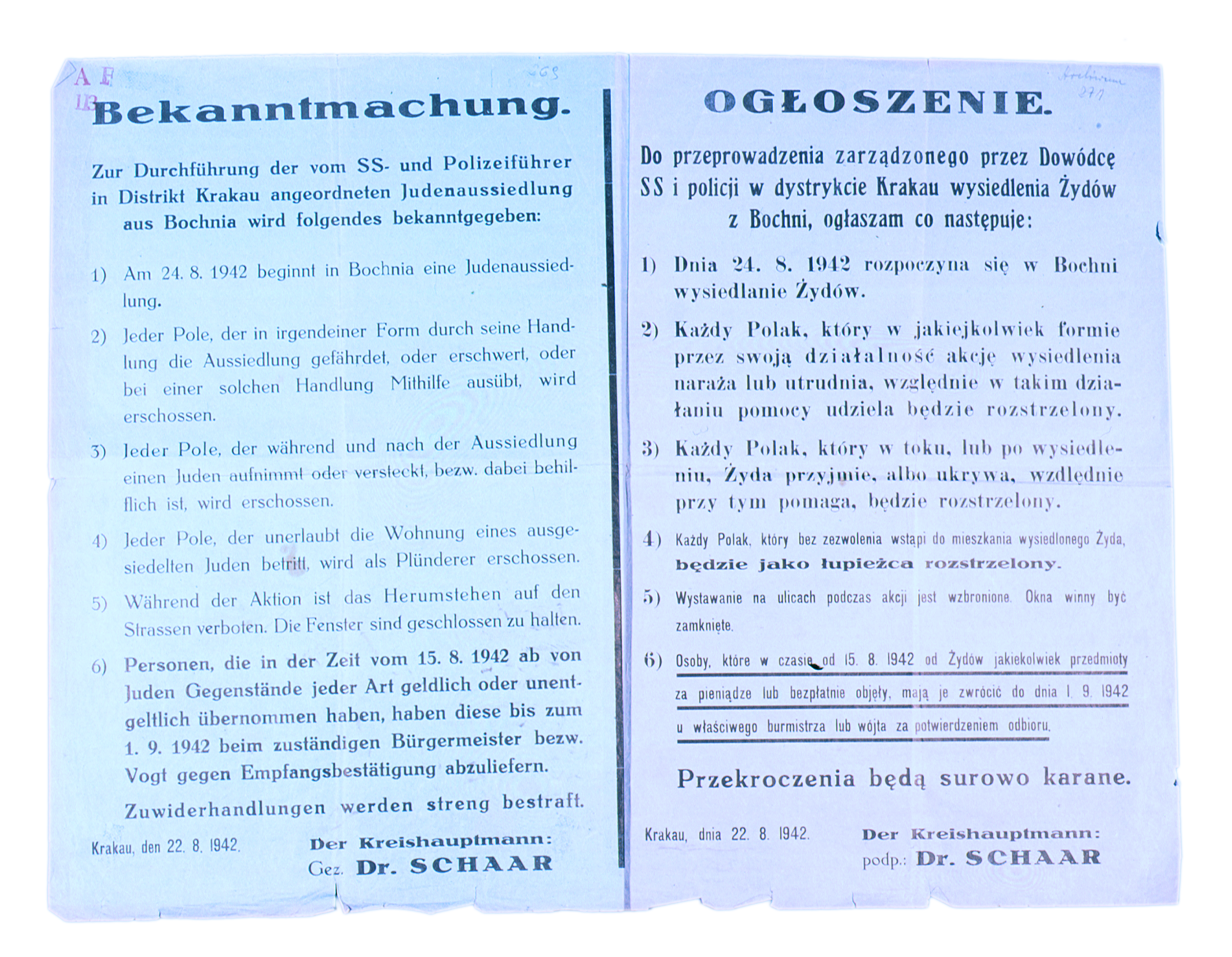
Ogłoszenie o wysiedleniu Żydów z Bochni informujące Polaków o karze śmierci za pomoc okazywaną Żydom

W 1941 roku gwałtowne szerzenie się chorób zakaźnych w przeludnionych gettach i ogólna radykalizacja niemieckiej polityki antyżydowskiej spowodowały zaostrzenie rygorów izolacyjnych nałożonych na polskich Żydów. O ile Drugie rozporządzenie o ograniczeniu pobytu w Generalnym Gubernatorstwie z 29 kwietnia 1941 roku przewidywało kary więzienia i grzywny za nieprzestrzeganie zarządzeń w sprawie „ograniczeń pobytu”, o tyle już od połowy tegoż roku Żydów schwytanych poza granicami getta zazwyczaj rozstrzeliwano na miejscu – uzasadniając to zwykle rzekomą „próbą ucieczki”. Trzecie rozporządzenie o ograniczeniu pobytu w Generalnym Gubernatorstwie z 15 października 1941 roku przewidywało karę śmierci dla wszystkich Żydów, którzy „bez upoważnienia opuszczają wyznaczoną im dzielnicę”, przy czym jej zawyrokowanie pozostawać miało w gestii niemieckich sądów specjalnych. Wreszcie w listopadzie 1941 roku niemieckie władze policyjne wydały tak zwany rozkaz strzelania (niem. Schießbefehl), który upoważniał funkcjonariuszy policji do rozstrzeliwania bez sądu wszystkich Żydów przebywających bez zezwolenia poza granicami getta (w tym kobiet i dzieci). Po rozpoczęciu akcji „Reinhardt” niemiecka policja i żandarmeria wspierane przez kolaboracyjne formacje policyjne systematycznie tropiły, chwytały i mordowały uciekinierów z gett, transportów i obozów. Owa „trzecia faza Zagłady”, nazwana przez Niemców Judenjagd (pol. „polowanie na Żydów”), trwała do ostatnich dni okupacji.
Po rozpoczęciu fizycznej eksterminacji zjawisko poszukiwania przez Żydów schronienia po „stronie aryjskiej” nabrało charakteru masowego. Historycy szacują, że w okupowanej Polsce od 100 tys. do 300 tys. Żydów zbiegło z gett, obozów lub transportów do ośrodków zagłady. Niemcy podjęli szereg działań mających zniechęcić Polaków do udzielania im jakiejkolwiek pomocy. Chcąc osiągnąć ten cel, władze okupacyjne umiejętnie szafowały nagrodami i karami. 
Z jednej strony ludność „aryjską” starano się zachęcić do wydawania i tropienia Żydów w zamian za wynagrodzenie w formie pieniężnej lub w naturze. W Warszawie denuncjatorów nagradzano kwotą 500 złotych, a w Częstochowie – kwotą 200 złotych. W czasie tłumienia powstania w getcie warszawskim funkcjonariuszom „granatowej policji” zapowiedziano, że za schwytanie Żyda ukrywającego się „po aryjskiej stronie” otrzymają 1/3 posiadanej przez niego gotówki. Na terenach wiejskich dystryktu warszawskiego wyznaczono nagrodę w postaci 1 metra zboża. Nagrodą za wydanie Żyda mogło być także kilka kilogramów cukru, litr spirytusu, niewielki przydział drewna lub żywności, odzież należąca do ofiary. Wiadomo, że w okolicach Ostrołęki wynagrodzenie dla denuncjatorów stanowiły 3 kilogramy cukru, w Małopolsce Zachodniej – 500 zł i 1 kilogram cukru, w powiecie kraśnickim – od 2 do 5 kilogramów cukru, w powiecie koneckim – mienie ofiary i 0,5 kilograma cukru, w okolicach Sandomierza – litr spirytusu i 0,5 kilograma cukru, na Wołyniu – trzy litry wódki. 
Owe zabiegi nie pozostały bez rezultatu. W społeczeństwie polskim znalazły się jednostki, które motywowane chęcią zysku lub antysemityzmem aktywnie tropiły, a następnie wydawały, rabowały lub szantażowały ukrywających się Żydów. W Warszawie liczba „szmalcowników”, szantażystów i denuncjatorów, nierzadko zrzeszonych w dobrze zorganizowanych gangach, była obliczana na 3–4 tysiące. Na terenach wiejskich działały bandy – złożone zazwyczaj z kryminalistów, członków marginesu społecznego, a także zadeklarowanych antysemitów – które tropiły uciekinierów, a następnie wydawały ich w ręce Niemców lub rabowały na własną rękę, często dopuszczając się przy tym mordów i gwałtów. Jak wskazuje Dariusz Libionka: „tysiące Żydów padło ofiarą szantażystów, denuncjatorów, antysemitów, często zwykłych ludzi, zdemoralizowanych latami okupacji i powodowanych żądzą zysku”, przy czym rzeczywista skala tych zjawisk „stanowi przedmiot ostrych kontrowersji”.
Do udziału w obławach i akcjach poszukiwawczych Niemcy angażowali funkcjonariuszy polskiej „granatowej policji”. Nierzadko brali oni także udział w egzekucjach Żydów. Niektórzy policjanci wykazywali się na tym polu znaczną gorliwością. Inni, motywowani żądzą zysku, na własną rękę tropili, a następnie szantażowali lub ograbiali żydowskich uciekinierów. Do udziału w obławach Niemcy angażowali również polskich gajowych, członków ochotniczych straży pożarnych, junaków z Baudienstu oraz członków sformowanych w czasie okupacji tzw. straży wiejskich. Do wyłapywania uciekinierów została ponadto wprzęgnięta polska administracja szczebla lokalnego (burmistrzowie, wójtowie, sołtysi). W 1942 roku władze niemieckie nałożyły na polskich sołtysów obowiązek meldowania o Żydach ukrywających się na podległym im terenie, a także o osobach, które udzielają wsparcia uciekinierom. Zobowiązano ich również do legitymowania wszystkich osób obcych lub podejrzanych, a w razie potrzeby – do odstawiania ich na posterunek policji lub żandarmerii.

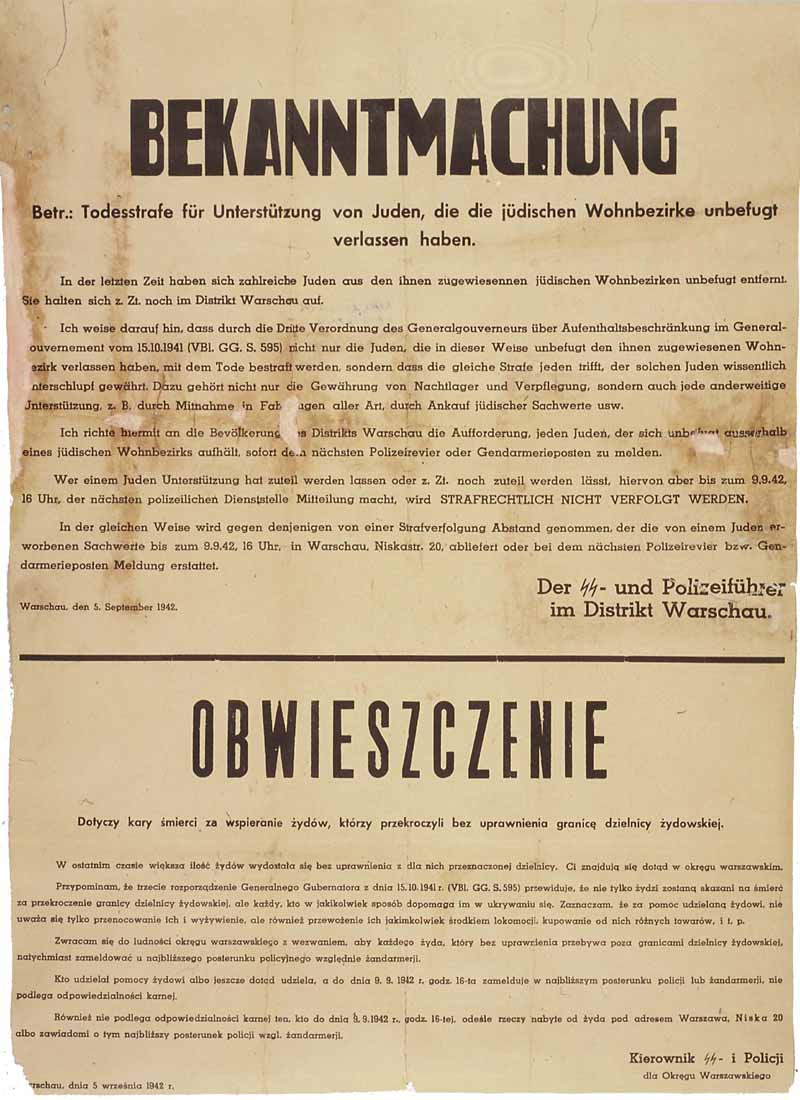
Obwieszczenie dowódcy SS i policji na dystrykt warszawski z 5 września 1942 grożące śmiercią za wspieranie żydowskich uciekinierów

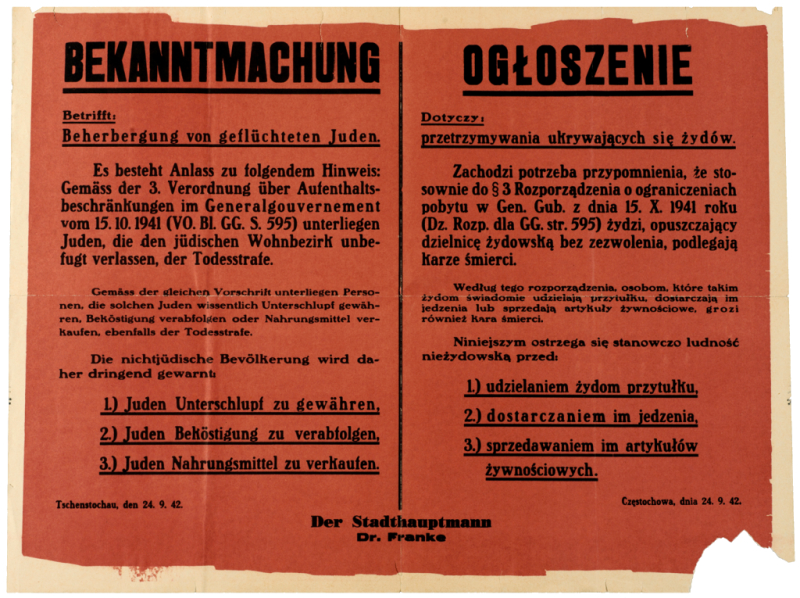
Obwieszczenie okupacyjnych władz Częstochowy z 24 września 1942 przypominające o karze śmierci grożącej za pomaganie Żydom

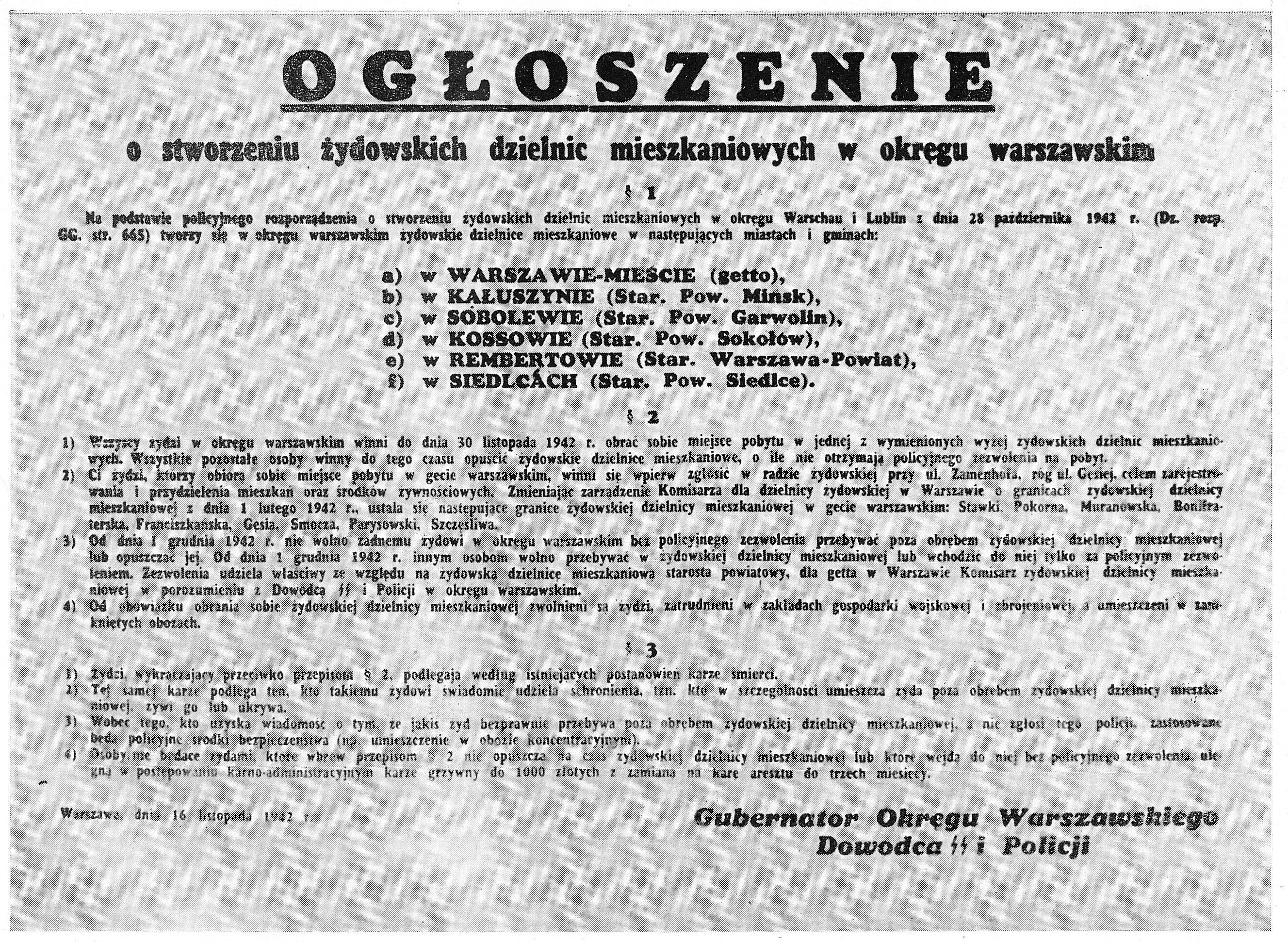
Obwieszczenie z 16 listopada 1942 ws. utworzenia sześciu gett szczątkowych na terenie dystryktu warszawskiego, przypominające o karach grożących za pomaganie Żydom oraz za niezłożenie doniesienia o fakcie udzielania takiej pomocy

Jednocześnie władze okupacyjne wprowadziły drakońskie kary za ukrywanie Żydów bądź udzielanie im jakiejkolwiek pomocy. W ocenie Sebastiana Piątkowskiego i Jacka A. Młynarczyka „krokiem milowym na drodze do całkowitego odizolowania społeczności żydowskiej od reszty podbitej ludności” stało się podpisanie przez Hansa Franka wspomnianego już Trzeciego rozporządzenia o ograniczeniu pobytu w Generalnym Gubernatorstwie (15 października 1941). Był to bowiem pierwszy akt prawny przewidujący karę śmierci dla Polaków, którzy „świadomie dają kryjówkę” Żydom przebywającym bez zezwolenia poza gettem. Dokument ten zapowiadał jednocześnie, że „podżegacze i pomocnicy podlegają tej samej karze jak sprawca, czyn usiłowany karany będzie jak czyn dokonany”, zastrzegając jednak, że w lżejszych wypadkach orzeczona może zostać kara więzienia. Cel rozporządzenia był jednoznaczny – zniechęcić Żydów do szukania ratunku poza gettem i odstraszyć ludność polską od udzielania im pomocy.
Niedługo później we wszystkich dystryktach Generalnego Gubernatorstwa zostały wydane zarządzenia o podobnej treści, podpisane przez miejscowych gubernatorów lub dowódców SS i policji. W wielu wypadkach analogiczne zarządzenia i obwieszczenia publikowały także władze administracyjne niższego szczebla. Wydane 10 listopada 1941 roku obwieszczenie gubernatora dystryktu warszawskiego, dra Ludwiga Fischera, było przy tym nawet bardziej restrykcyjne niż rozporządzenie Franka, gdyż przewidywało, że karany śmiercią będzie każdy Polak, który ukrywającym się Żydom „udziela świadomie schronienia lub w inny sposób pomaga (np. przez udostępnienie noclegu, utrzymanie, przez zabranie na pojazdy wszelkiego rodzaju)”.
Po rozpoczęciu akcji „Reinhardt” rozpoczęły się ucieczki Żydów z likwidowanych gett lub z transportów do obozów zagłady. Fakt ten skłonił władze niemieckie do wydania kolejnej serii zarządzeń, które przypominały ludności polskiej o karze śmierci grożącej za udzielanie pomocy żydowskim uciekinierom. W tym kontekście można wymienić m.in. obwieszczenie dowódcy SS i policji na dystrykt warszawski SS-Oberführera Ferdinanda von Sammern-Frankenegga z 5 września 1942, obwieszczenie starosty powiatu przemyskiego dr. Heinischa z 27 lipca 1942, zarządzenie policyjne starosty powiatu sanockiego dr. Classa z 14 września 1942, obwieszczenie starosty miejskiego w Częstochowie dr. E. Frankego z 24 września 1942, zarządzenie starosty powiatu kraśnickiego z 23 października 1942, czy obwieszczenie starosty powiatu dębickiego Schlütera z 19 listopada 1942. Z kolei 21 września 1942 dowódca SS i policji na dystrykt radomski SS-Standartenführer Herbert Böttcher wydał okólnik skierowany do miejscowych władz administracyjnych i policyjnych, w którym znalazły się następujące zapisy:

Doświadczenia ostatnich tygodni wykazały, że Żydzi, aby ustrzec się przed ewakuacją, uciekają właśnie z małych żydowskich dzielnic mieszkaniowych w gminach. Żydzi ci z pewnością zostali przyjęci przez Polaków. Proszę o możliwie szybkie wydanie wszystkim burmistrzom i wójtom nakazu, aby mieszkańcom swoich wsi wyjaśnili jak najdobitniej, że każdy Polak, który przyjmuje Żyda, staje się winnym zgodnie z Trzecim zarządzeniem o ograniczeniu miejsca pobytu w Generalnej Guberni z dnia 15 X 1941 r. („Dz. Rozp. GG”, s. 595). Za ich pomocników uważa się również tych Polaków, którzy nie udzielając wprawdzie zbiegłym Żydom schronienia, dają im jednak wikt lub sprzedają żywność. We wszystkich wypadkach Polacy ci podlegają karze śmierci.

28 października 1942 roku Wyższy Dowódca SS i Policji w Generalnym Gubernatorstwie SS-Obergruppenführer Friedrich Wilhelm Krüger (HSSPF „Ost”) wydał rozporządzenie dotyczące utworzenia tak zwanych gett szczątkowych w wybranych miastach dystryktu lubelskiego i warszawskiego. 10 listopada 1942 analogiczne rozporządzenie wydał także dla dystryktów krakowskiego, radomskiego i galicyjskiego. W § 3 owych rozporządzeń ponowiono groźbę kary śmierci dla osób udzielających schronienia lub dostarczających żywność Żydom, którzy ukrywają się poza wyznaczonymi dzielnicami mieszkaniowymi. Jednocześnie zapowiedziano bliżej nieokreślone sankcje policyjne (sicherheitspolizeiliche Maßnahmen) wobec osób, które nie doniosą władzom okupacyjnym o znanym sobie fakcie przebywania Żyda poza gettem (w praktyce oznaczało to najczęściej deportację do obozu koncentracyjnego). Pod koniec 1942 roku podobne zarządzenie dla okręgu białostockiego ogłosił gauleiter Prus Wschodnich Erich Koch. Surowe kary za udzielanie pomocy Żydom wprowadzono także w Kraju Warty.

### Sposoby egzekwowania niemieckich zarządzeń

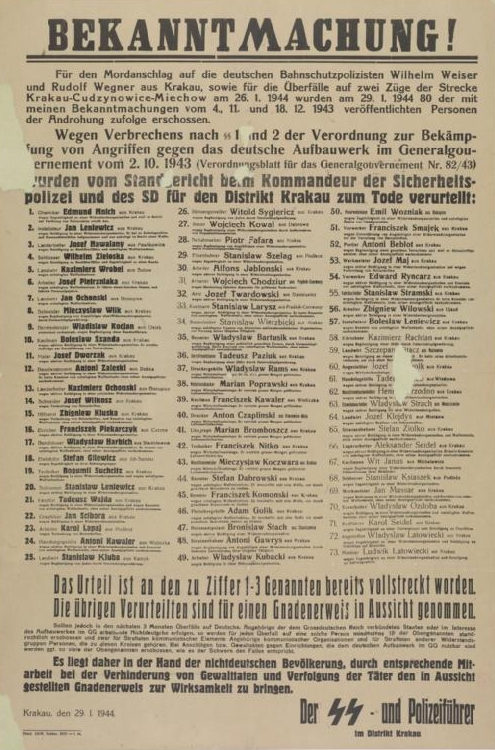
Obwieszczenie dowódcy SS i policji na dystrykt krakowski informujące o skazaniu na śmierć 73 Polaków, w tym czterech pod zarzutem pomocy Żydom. Rok 1944

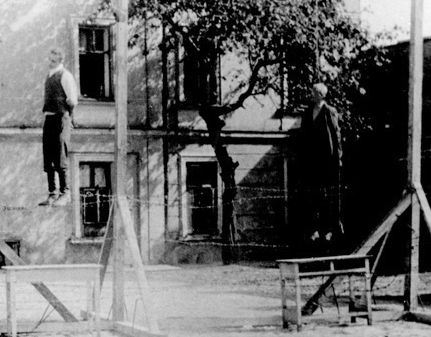
Zwłoki Michała Kruka i wspomaganego przezeń Aleksandra Hirschberga wywieszone na widok publiczny na ulicach Przemyśla, wrzesień 1943

W myśl zapisów Trzeciego rozporządzenia o ograniczeniu pobytu w Generalnym Gubernatorstwie oraz aktów niższej rangi kara śmierci groziła zarówno Polakom udzielającym schronienia Żydom, jak też osobom, które ofiarowały uciekinierom pieniądze, żywność, wodę, lub odzienie, udzieliły pomocy medycznej, zapewniły transport, czy przekazały sporządzoną przez Żyda korespondencję. Najwyższym karom podlegały bez rozróżnienia zarówno osoby wspomagające Żydów z pobudek altruistycznych, jak też udzielające im pomocy za wynagrodzeniem bądź prowadzące z nimi transakcje handlowe. W związku ze stosowaną przez okupanta zasadą odpowiedzialności zbiorowej represjami były zagrożone rodziny opiekunów, a niekiedy także całe lokalne społeczności. Ponadto na okupowanych ziemiach polskich Niemcy stworzyli system szantażu i zależności, zobowiązując pod groźbą najsurowszych kar do donoszenia władzom okupacyjnym o każdym przypadku ukrywania żydowskich uciekinierów. Obowiązek ten ciążył w szczególności na Polakach piastujących stanowiska na najniższych szczeblach administracji (sołtysach, wójtach, urzędnikach).
W praktyce przepisy zakazujące niesienia pomocy żydowskim uciekinierom nie zawsze były egzekwowane z tą samą surowością. Z informacji zawartych w wydanych przez Instytut Pamięci Narodowej publikacjach Rejestr faktów represji na obywatelach polskich za pomoc ludności żydowskiej w okresie II wojny światowej (2014) i Represje za pomoc Żydom na okupowanych ziemiach polskich w czasie II wojny światowej (2019) wynika jednoznacznie, że zestaw kar wymierzanych osobom oskarżonym o wspieranie Żydów w praktyce obejmował także: pobicie, osadzenie w więzieniu, zesłanie na roboty przymusowe, deportację do obozu koncentracyjnego, konfiskatę mienia, karę grzywny. Sebastian Piątkowski opierając się na zachowanych dokumentach sądu specjalnego w Radomiu, wskazywał, że zwłaszcza w przypadku drobnych i jednorazowych form pomocy – takich jak dostarczenie zbiegowi żywności, odzieży lub pieniędzy, wskazanie drogi, przyjęcie korespondencji – kara mogła się ograniczyć do uwięzienia lub zesłania do obozu koncentracyjnego. Niemniej znane są również liczne przypadki, gdy wykrycie uciekiniera kończyło się egzekucją całej polskiej rodziny, która przyjęła go pod swój dach, oraz rabunkiem lub spaleniem jej dobytku.
Rozporządzenie Franka z 15 października 1941 roku przewidywało, że sprawy dotyczące przypadków udzielenia pomocy żydowskim uciekinierom będą rozpatrywane przez niemieckie sądy specjalne. Z informacji zawartych w publikacji Represje za pomoc Żydom na okupowanych ziemiach polskich w czasie II wojny światowej (2019) wynika, że sądy specjalne lub policyjne sądy doraźne w Generalnym Gubernatorstwie oraz w innych regionach okupowanej Polski skazały 107 obywateli polskich za udzielanie pomocy Żydom. Wobec 56 osób niemieckie sądy zasądziły karę śmierci, przy czym wyrok wykonano na 24 osobach (w tym dwóch prawdopodobnie), trzech wyroków nie wykonano, 17 osobom w drodze aktu łaski zamieniono karę śmierci na karę więzienia, a w dwunastu przypadkach nie udało się ustalić, czy wyrok śmierci został wykonany. 47 osób skazano na kary więzienia lub deportację do obozu koncentracyjnego, wobec jednej zasądzono karę grzywny, a w trzech przypadkach nie udało się ustalić sentencji wyroku.
Wielokrotnie Niemcy rezygnowali z przeprowadzania nawet uproszczonego postępowania sądowego, a schwytanych Żydów wraz z ich polskimi opiekunami mordowali na miejscu bądź na najbliższym posterunku policji lub żandarmerii. Taki sposób postępowania sankcjonował między innymi tajny rozkaz dowódcy SS i policji na dystrykt radomski, nakazujący likwidację na miejscu schwytanych Żydów i ich polskich opiekunów oraz palenie zabudowań, w których Żydzi byli ukrywani. Niemcy dbali przy tym o nadanie represjom odpowiedniego rozgłosu, tak aby zastraszyć ludność polską i zniechęcić ją do udzielania jakiejkolwiek pomocy Żydom. W tym celu zabraniano na przykład pochówku ofiar na cmentarzach, grzebiąc ich ciała na miejscu zbrodni, na pobliskich polach lub w przydrożnych rowach.
Historycy zwracają uwagę na fakt, że bardzo poważne zagrożenie dla osób niosących pomoc Żydom stwarzali polscy szantażyści i denuncjatorzy, a na Kresach Wschodnich – dodatkowo kolaboranci i konfidenci pochodzenia ukraińskiego, białoruskiego lub litewskiego. Wśród informatorów policji niemieckiej znajdowały się również osoby narodowości żydowskiej. Strach przed donosem był istotnym czynnikiem zniechęcającym do udzielania wsparcia uciekinierom. Barbara Engelking podkreśla, że wobec stosunkowo słabego nasycenia obszarów wiejskich jednostkami niemieckiej policji i żandarmerii, duża część przypadków zdemaskowania Polaków ukrywających Żydów musiała być efektem donosów złożonych przez ich polskich sąsiadów. Zdaniem Jana Grabowskiego i Dariusza Libionki:

To właśnie wszechobecny strach przed świetnie poinformowanymi sąsiadami przyczynił się do tego, że przechowywanie Żydów stało się najbardziej niebezpieczną formą konspiracji w okupowanej Polsce.

Rzeczywista skala donosicielstwa pod okupacją niemiecką wciąż nie została dokładnie zbadana. W publikacji Represje za pomoc Żydom na okupowanych ziemiach polskich w czasie II wojny światowej opisano 333 przypadki represji, których ofiarą padło 661 polskich obywateli niosących pomoc Żydom. W 105 przypadkach jako potwierdzoną lub prawdopodobną przyczynę represji wskazano donos ze strony sąsiadów, krewnych, osób postronnych lub funkcjonariuszy „granatowej policji”.
Zdarzało się ponadto, że schwytani Żydzi – pod wpływem tortur lub fałszywych obietnic ocalenia życia – wydawali pomagających im Polaków w ręce władz niemieckich. W publikacji Represje za pomoc Żydom na okupowanych ziemiach polskich w czasie II wojny światowej opisano 26 takich przypadków. Historie o wydawaniu opiekunów przez osoby ratowane szybko rozchodziły się w wiejskich lub małomiasteczkowych społecznościach i bez wątpienia miały wpływ na decyzje o udzieleniu lub nieudzieleniu pomocy.

### Liczba ofiar
Liczba Polaków zamordowanych przez Niemców za udzielenie pomocy Żydom nie została dotąd precyzyjnie określona. Jedną z przyczyn może być fakt, że osoby pomagające żydowskim uciekinierom nierzadko były mordowane wraz z całymi rodzinami i ukrywanymi Żydami. Ponadto w czasach Polski Ludowej nie podejmowano pogłębionych badań nad problemem polskiej pomocy dla Żydów. Pierwsze poważniejsze publikacje na ten temat pojawiły się dopiero w latach 60. Dyskurs historyczny poświęcony stosunkom polsko-żydowskim pozostawał przy tym – zwłaszcza od czasu wydarzeń marca 1968 – silnie upolityczniony, a publikacje naukowe i prasowe podlegały ingerencji cenzury. W ocenie Grzegorza Berendta władzom komunistycznym z rozmaitych względów nie zależało na kompleksowym zbadaniu zjawiska pomocy, czy też szerzej – stosunków polsko-żydowskich w okresie II wojny światowej. Oficjalna historiografia koncentrowała się raczej na poszukiwaniu odpowiednich przykładów zachowań pozytywnych, które następnie mogłyby zostać wykorzystane w propagandzie prowadzonej na niwie wewnętrznej i międzynarodowej. Ponadto przez długi czas uwaga polskich historyków koncentrowała się w pierwszym rzędzie na zagadnieniu zorganizowanej pomocy Żydom.
Próbę sporządzenia imiennego wykazu Polaków zamordowanych z powodu udzielania pomocy Żydom podjął jako pierwszy Szymon Datner – dyrektor Żydowskiego Instytutu Historycznego w Warszawie. W 1968 roku opublikował on broszurę pt. Las sprawiedliwych. Karta z dziejów ratownictwa Żydów w okupowanej Polsce, w której przedstawił 105 udokumentowanych przypadków zbrodni popełnionych przez Niemców na Polakach ratujących Żydów. Datner ustalił, że z powodu pomocy udzielonej Żydom zostało zamordowanych 343 Polaków, przy czym w 242 przypadkach udało się ustalić nazwisko ofiary. W gronie zidentyfikowanych ofiar znalazły się 64 kobiety i 42 dzieci. Z szacunków Datnera wynikało ponadto, że aż 80% egzekucji miało miejsce na obszarach wiejskich. Około 65% ofiar zostało rozstrzelanych, a kolejnych 5% zamordowano przez spalenie żywcem. Najwięcej udokumentowanych przypadków zbrodni miało miejsce odpowiednio w: woj. krakowskim, woj. rzeszowskim, Warszawie, woj. warszawskim i woj. lubelskim. Z kolei najwięcej ofiar zginęło w województwach: krakowskim, rzeszowskim, lubelskim, kieleckim oraz w Warszawie. Datner zastrzegał przy tym, że są to szacunki wstępne i niepełne – obejmujące wyłącznie przypadki zbadane do kwietnia 1968.
Z ramienia Głównej Komisji Badania Zbrodni Hitlerowskich śledztwo w sprawie przypadków zbrodni popełnionych przez Niemców z powodu udzielania pomocy Żydom prowadził prokurator Wacław Bielawski. W archiwum IPN w Warszawie znajduje się odrębny zespół ponad 2 tys. teczek zawierających zgromadzone przez niego materiały. Na podstawie ustaleń ze śledztwa Bielawski opracował broszurę pt. Zbrodnie na Polakach dokonane przez hitlerowców za pomoc udzielaną Żydom, w której drugim wydaniu z 1987 roku znalazły się nazwiska 872 zamordowanych oraz informacja o blisko 1400 anonimowych ofiarach. Owa lista była w następnych latach weryfikowana przez pracowników Głównej Komisji Badania Zbrodni przeciw Narodowi Polskiemu, co zaowocowało jej częściową redukcją. W trzecim wydaniu opublikowanej przez GKBZpNP–IPN pracy pt. Those Who Helped: Polish Rescuers of Jews During the Holocaust (Warszawa, 1997) znalazły się ostatecznie nazwiska 704 Polaków zamordowanych za pomoc udzielaną Żydom. Z ustaleń pracowników Komisji wynikało, że w gronie ofiar znalazło się m.in. 242 mieszkańców dystryktu krakowskiego, 175 mieszkańców dystryktu radomskiego, 141 mieszkańców dystryktu warszawskiego oraz 66 mieszkańców dystryktu lubelskiego. Liczba 704 zamordowanych nie obejmowała przy tym Polaków zamordowanych we wsiach, które miały zostać spacyfikowane przez Niemców z powodu wspierania Żydów. W 2019 roku historycy IPN oceniali, że broszura Bielawskiego oraz opracowanie Those Who Helped… są już „archaiczne”, niemniej pozostają „wciąż reprezentatywne dla poruszanego tematu”.
Na podstawie danych zebranych do 2000 roku Instytut Jad Waszem zidentyfikował ponad 100 Polaków zamordowanych z powodu udzielania pomocy Żydom. Israel Gutman szacował jednak, że rzeczywista liczba ofiar „z pewnością wyraża się w setkach”.
W 2005 roku środowisko skupione wokół fundacji Instytut Studiów Strategicznych zainicjowało projekt badawczy „Indeks Polaków zamordowanych i represjonowanych za pomoc Żydom w okresie II wojny światowej”. Do współpracy przy realizacji projektu zaproszono Instytut Pamięci Narodowej i Naczelną Dyrekcję Archiwów Państwowych, a ponadto Państwowe Muzeum Auschwitz-Birkenau, Instytut Jad Waszem, Niemiecki Instytut Historyczny w Warszawie oraz Żydowski Instytut Historyczny. Zaangażowani w projekt badacze przeprowadzili kwerendę w archiwach polskich i zagranicznych (w tym w kościelnych), a także w muzeach, instytucjach badawczych, prasie oraz literaturze polsko- i obcojęzycznej. Początkowo opiekę merytoryczną nad projektem sprawowała NDAP; jej pracownicy przygotowali m.in. założenia metodologiczne, kwestionariusze do wpisywania wyników kwerend oraz pierwszą elektroniczną bazę danych, która służyła rejestrowaniu informacji o represjach. Z kolei w latach 2009–2011 opiekę merytoryczną nad projektem sprawował Uniwersytet Papieski Jana Pawła II w Krakowie. W 2015 roku do grona realizatorów projektu dołączyła Fundacja „Polsko-Niemieckie Pojednanie”. Do grudnia 2018 roku w bazie danych projektu zgromadzono ponad 6 tys. nazwisk osób, które mogły być represjonowane za pomoc Żydom. Ich weryfikacja nie została jeszcze zakończona (2020).
Pierwsze, cząstkowe wyniki prac prowadzonych w ramach projektu opublikowano w 2014 roku, w wydanym przez IPN i fundację ISS Rejestrze faktów represji na obywatelach polskich za pomoc ludności żydowskiej w okresie II wojny światowej. Publikację tę wydano w formie e-booka; jej redaktorami byli Aleksandra Namysło i Grzegorz Berendt. W Rejestrze… zamieszczono nazwiska 508 obywateli polskich represjonowanych z powodu udzielenia pomocy Żydom, spośród których 221 zostało straconych lub zmarło w więzieniach i obozach koncentracyjnych. Autorzy skupili się przy tym na przedstawieniu tych przypadków represji, których okoliczności zazwyczaj nie były wcześniej szerzej opisywane. Z tego względu w Rejestrze… nie uwzględniono ofiar niektórych znanych zbrodni popełnionych na Polakach pomagających Żydom (m.in. rodziny Ulmów z Markowej, rodzin Kowalskich, Kosiorów, Obuchiewiczów i Skoczylasów ze Starego Ciepielowa i Rekówki, opiekunów Bunkra „Krysia” w Warszawie, Henryka Sławika).
W grudniu 2019 roku Instytut Pamięci Narodowej wydał pierwszy tom publikacji Represje za pomoc Żydom na okupowanych ziemiach polskich w czasie II wojny światowej. Książka ta, której redaktorami byli Aleksandra Namysło i Martyna Grądzka-Rejak, stanowi poszerzoną i poprawioną wersję Rejestru… z 2014 roku. Zawiera opisy 333 przypadków niemieckich represji wobec 661 polskich obywateli (Polaków i przedstawicieli mniejszości narodowych), którzy w czasie II wojny światowej nieśli pomoc eksterminowanej ludności żydowskiej. Z zawartych w tej publikacji informacji wynika, że:
- 358 represjonowanych straciło życie (w tym dziesięciu prawdopodobnie). Zdecydowana większość, tj. 263 osoby, została zamordowana w pozasądowych egzekucjach – w momencie wykrycia faktu pomocy, krótko po zatrzymaniu, jako zakładnicy w publicznych egzekucjach itp. 24 osoby zostały skazane przez niemieckie sądy na śmierć i stracone lub prawdopodobnie stracone. Kolejne 64 osoby zginęły lub prawdopodobnie zginęły w niemieckich więzieniach i obozach koncentracyjnych. Dwie osoby zmarły na skutek tortur lub pobicia, a pięć w nieustalonych okolicznościach.
- 53 represjonowanych zostało uwięzionych w obozach koncentracyjnych, przy czym w dziesięciu przypadkach ich losy pozostają nieznane (liczba ta nie uwzględnia wyżej wymienionych osób, których śmierć w niemieckich obozach i więzieniach została potwierdzona).
- 175 represjonowanych zostało osadzonych w więzieniach lub co najmniej przez krótki czas było przetrzymywanych w aresztach. W 40 przypadkach nie udało się ustalić ich losów (liczba ta nie uwzględnia wyżej wymienionych osób, których śmierć w niemieckich obozach i więzieniach została potwierdzona).
- cztery osoby zesłano na roboty przymusowe do Niemiec.
- kilkadziesiąt osób ucierpiało na skutek innego rodzaju represji: padło ofiarą pobicia lub tortur, grożono im śmiercią, stracili mienie, zostali zmuszeni do ukrywania się. Trzy osoby zostały postrzelone w czasie egzekucji lub próby ucieczki.
- w czternastu przypadkach charakter represji i los represjonowanych pozostaje zasadniczo nieustalony. Liczba ta obejmuje dwanaście osób, które wyrokami niemieckich sądów skazano na karę śmierci, lecz brakuje informacji o wykonaniu wyroku.
- 170 represjonowanych zostało po wojnie odznaczonych medalem „Sprawiedliwy wśród Narodów Świata”, w wielu wypadkach pośmiertnie[122].
- 70% opisanych przypadków pomocy polegało na ukrywaniu Żydów. Dzięki pomocy wymienionych w publikacji osób schronienie znalazło nie mniej niż 847 Żydów. Większość z nich zginęła razem ze swoimi opiekunami[162].
- w gronie represjonowanych znalazło się pięcioro duchownych katolickich (dwóch księży i trzy zakonnice). Czworo z nich poniosło śmierć[163].

Podejmowane były także inne próby ustalenia liczby Polaków zamordowanych przez Niemców z powodu udzielania pomocy Żydom. Polski Związek Byłych Więźniów Politycznych szacował liczbę ofiar na ok. 2,5 tys. Wacław Zajączkowski w swej pracy zatytułowanej Martyrs of charity (wyd. Fundacja im. Maksymiliana Kolbego, Waszyngton 1988) wymienił nazwiska 2,3 tys. Polaków, którzy mieli zostać straceni za pomoc Żydom. Z kolei Anna Poray-Wybranowska w swej pracy zatytułowanej Those Who Risked Their Lives (Chicago, kwiecień 2008) zamieściła nazwiska ponad 5 tys. ofiar.

### Przykłady represji
Symbolem martyrologii Polaków mordowanych za niesienie pomocy Żydom stał się los rodziny Ulmów ze wsi Markowa pod Łańcutem. Pod koniec 1942 roku Józef Ulma przyjął pod swój dach ośmioro Żydów z rodzin Goldmanów/„Szallów”, Grünfeldów i Didnerów. Półtora roku później Ulmowie zostali zadenuncjowani, najprawdopodobniej przez „granatowego policjanta” Włodzimierza Lesia, który zagarnął majątek rodziny „Szallów” i zamierzał pozbyć się jego prawowitych właścicieli. 24 marca 1944 roku do Markowej przybyli niemieccy żandarmi i „granatowi policjanci” z Łańcuta. Niemcy rozstrzelali Józefa Ulmę, jego żonę Wiktorię (będącą w zaawansowanej ciąży) oraz szóstkę dzieci, z których najstarsze liczyło osiem lat, a najmłodsze – półtora roku. Razem z Ulmami zginęli także wszyscy ukrywani Żydzi, w tym dwie kobiety i dziecko.
Zimą przełomu lat 1942 i 1943 niemiecka żandarmeria przeprowadziła w rejonie Ciepielowa szeroko zakrojoną akcję represyjną, która miała na celu zastraszenie polskiej ludności i zniechęcenie jej do udzielania pomocy Żydom. 6 grudnia 1942 we wsiach Stary Ciepielów i Rekówka rozstrzelano lub spalono żywcem 31 Polaków, przede wszystkim z rodzin Kowalskich, Kosiorów, Obuchiewiczów i Skoczylasów. Zginęło także dwóch żydowskich uciekinierów. W gronie zamordowanych znalazło się dwadzieścioro dzieci poniżej 18. roku życia. Najmłodsza ofiara masakry liczyła 7 miesięcy, najstarsza – ok. 70 lat. Dwa dni później w pobliskich Świesielicach żandarmi zamordowali Mariannę Skwirę – zaangażowaną wraz z mężem w akcję pomocy żydowskim uciekinierom. Swoistym uwieńczeniem akcji był mord dokonany około 11 stycznia 1943 we wsi Zajączków. Z rąk Niemców zginęła tam wdowa Stanisława Wołowiec, jej cztery córki w wieku od 6 miesięcy do 12 lat, jej szwagier Józef Jelonek oraz parobek Franciszek Zaborski. Zbrodni dokonano w odwecie za pomoc udzielaną żydowskim uciekinierom przez rodzinę Wołowców. Seria egzekucji wymierzonych w mieszkańców wsi z okolic Ciepielowa była jedną z największych zbrodni popełnionych przez Niemców na Polakach, którzy udzielali pomocy Żydom.
Co najmniej sześć akcji represyjnych wymierzonych w Polaków pomagających Żydom przeprowadzili w tym samym okresie żandarmi z sąsiedniego Lipska. 14 grudnia 1942 we wsi Okół zamordowali Franciszka Osojcę, jego żonę Anielę oraz ich dwuletniego syna Zdzisława. Z kolei w grudniu 1942 i w styczniu 1943 lipscy żandarmi przeprowadzili trzy akcje represyjne w kolonii Boiska nieopodal Solca nad Wisłą, podczas których zamordowali 10 osób z rodzin Kryczków, Krawczyków i Boryczyków oraz dwóch Żydów ukrywanych w gajówce Franciszka Parola (żonę tego ostatniego uwięziono w Radomiu).
Zakrojoną na szeroką skalę obławę przeciwko Polakom wspierającym Żydów przeprowadzono również w okolicach wsi Paulinów w powiecie sokołowskim. Bezpośrednią przyczyną akcji represyjnej była działalność agenta-prowokatora, który udając uciekiniera z transportu do obozu w Treblince, zdobył informacje na temat mieszkańców wsi pomagających Żydom. W nocy z 23 na 24 lutego 1943 Paulinów został otoczony przez silną ekspedycję karną przybyłą z Ostrowi Mazowieckiej. W wyniku pacyfikacji zamordowano 11 Polaków. Zginęło także trzech uciekinierów korzystających z ich pomocy.
Akcję represyjną przeciw Polakom wspierającym Żydów przeprowadzono także w Pantalowicach w powiecie przeworskim. 4 grudnia 1942 roku do wsi przybyła grupa żandarmów i gestapowców z Łańcuta z młodą Żydówką, której obiecano ocalenie życia w zamian za wskazanie Polaków udzielających pomocy żydowskim uciekinierom. Sześć wskazanych przez dziewczynę osób rozstrzelano na podwórzu jednego z gospodarstw. W domu zamordowanego Władysława Deca żandarmi znaleźli zdjęcie jego trzech braci, których Żydówka również zidentyfikowała jako osoby dostarczające jej żywność. W rezultacie jeszcze tej samej nocy Niemcy udali się do pobliskiej wsi Hadle Szklarskie, gdzie zatrzymali i zastrzelili Stanisława, Tadeusza i Bronisława Deców.
W odwecie za wspieranie żydowskich uciekinierów spacyfikowana została wieś Przewrotne, a w zasadzie jej osiedle Studzieniec. 1 grudnia 1942 roku przybył tam oddział niemieckiej żandarmerii, który otoczył zabudowania i pobliski las. W ręce Niemców wpadła ukrywająca się w Studzieńcu rodzina Zellerów. Jej czterech członków zabito na miejscu, a chwilowo oszczędzoną Metlę Zeller próbowano zmusić, aby wydała mieszkańców wsi, którzy udzielali jej pomocy. Mimo tortur kobieta nie wskazała nikogo. Została więc zastrzelona, a wraz z nią zamordowano sześciu polskich mężczyzn z rodzin Dziubków, Drągów, Pomykałów i Żaków.
29 stycznia 1943 roku ekspedycja karna złożona z funkcjonariuszy „granatowej policji”, którym być może towarzyszyli również niemieccy żandarmi, wkroczyła do wsi Wierzbica w powiecie miechowskim. Policjanci zabrali ze sobą schwytanego Żyda, który wcześniej ukrywał się u zamieszkałej w tej wsi rodziny Kucharskich. Najpierw udali się do wskazanego przezeń domu rodziny Książków, gdzie na miejscu rozstrzelali całą czteroosobową rodzinę, a także dwóch ukrywanych przez nią Żydów. W drugim wskazanym przez aresztanta gospodarstwie zamordowali dwoje członków rodziny Nowaków. Na koniec udali się do gospodarstwa Kucharskich, gdzie zamordowali pięcioro członków rodziny. Egzekucję przeżyli tylko ciężko ranni Izydor i Bronisław Kucharscy (ojciec i syn). Tego samego dnia ta sama ekspedycja karna udała się z innym schwytanym uciekinierem do wsi Wolica. Więzień wskazał funkcjonariuszom dom, w którym był wcześniej ukrywany. Zamieszkująca go trzyosobowa rodzina Gądków została rozstrzelana na miejscu.
Ponadto za pomoc okazaną Żydom zginęli m.in.:
- rodzina Baranków – 15 marca 1943 w gospodarstwie Wincentego Baranka we wsi Siedliska pod Miechowem pojawili się niemieccy policjanci, którzy w schowku między domem a zabudowaniami gospodarczymi znaleźli trzech lub czterech żydowskich mężczyzn. Uciekinierów rozstrzelano na miejscu, a niedługo później zamordowano Wincentego Baranka, jego żonę Łucję oraz ich dwóch nieletnich synów (9-letniego Tadeusza i 12-letniego Henryka). Egzekucji zdołała uniknąć macocha Wincentego Baranka, Katarzyna Baranek z d. Kopacz, która następnego dnia została jednak wydana w ręce Niemców i rozstrzelana w Miechowie[181][182].

- Anna i Wincenty Buzowiczowie – małżeństwo Buzowiczów pomogło Żydówkom Sali Rubinowicz i Else Szwarcman w ucieczce z getta w Kozienicach, a następnie udzieliło im schronienia. Ich kuzynka bądź znajoma Maria Różańska miała natomiast sprzedać dowód osobisty żydowskiemu uciekinierowi. Całą trójkę aresztowano i wyrokiem sądu specjalnego w Radomiu z 3 kwietnia 1943 skazano na karę śmierci. Buzowiczowie zostali straceni, o losach Różańskiej brak informacji[183].
- Karol i Tekla Chowaniakowie, Piotr i Regina Wiecheć, Karolina Marek – rodziny Chowaniaków i Wiecheciów przez wiele miesięcy ukrywały żydowskie małżeństwo w swoich gospodarstwach w Zawoi. Informacja na ten temat dotarła do Niemców już po tym, jak uciekinierzy przeprowadzili się w inne miejsce. W maju 1943 Gestapo aresztowało Karola Chowaniaka, jego syna Stanisława oraz pracującą w ich domu Karolinę Marek. Miesiąc później aresztowano jeszcze Teklę Chowaniak, a w październiku 1943 – Piotra i Reginę Wiecheciów. Małżeństwo Wiecheciów zamordowano w siedzibie Gestapo w Makowie Podhalańskim, a małżeństwo Chowaniaków i Karolinę Marek – w obozie koncentracyjnym Auschwitz-Birkenau. Syn Chowaniaków został wywieziony na roboty do Rzeszy[184].
- Apolonia i Stanisław Gacoń – małżeństwo Gaconiów z Januszkowic w powiecie jasielskim ukrywało w swoim domu dziesięcioletnią żydowską dziewczynkę, której nie zgodziło się odprawić nawet mimo ostrzeżeń, że fakt ten stał się znany Niemcom. 28 maja 1943 do domu Gaconiów przybyła grupa gestapowców z Jasła, która zastrzeliła oboje małżonków oraz ich podopieczną[185].
- Katarzyna i Michał Gerula, Roman Segielin – małżeństwo Gerulów z Łodzinki Górnej przez kilka miesięcy ukrywało w swoim gospodarstwie siedmioro Żydów, których sprowadził ich znajomy Roman Segielin. 1 stycznia 1944 funkcjonariusze Ukraińskiej Policji Pomocniczej aresztowali Michała Gerulę i Romana Segielina, a dwa dni później także Katarzynę Gerulę. Trójka Polaków wkrótce została stracona. Trzech Żydów znalezionych w gospodarstwie Gerulów ukraińscy policjanci zastrzelili na miejscu[186].
- Marianna i Mieczysław Holtzer – właściciele majątku ziemskiego Celestynów w powiecie tomaszowskim. 2 października 1942 zostali zastrzeleni przez niemieckich żandarmów, gdyż wystąpili w obronie Żydów pracujących w ich majątku[187].
- Helena, Krzysztof i Genowefa Janusowie, Zofia i Mieczysław Madejowie – w należącej do rodziny Janusów gajówce Dzwonowice nieopodal Biskupic pod Pilicą ukrywało się ok. 6–7 Żydów. Powiadomieni donosem Niemcy pojawili się tam 12 stycznia 1943. Z ich rąk zginęło troje członków rodziny Janusów (kobieta i dwoje dzieci), Mieczysław Madej i jego żona Zofia z d. Janus, a także kilkoro ukrywanych Żydów. Gospodarstwo spalono. Spośród opiekunów ocaleli jedynie Stanisław i Bronisław Janusowie, którzy przebywali w tym czasie poza domem[188].
- Katarzyna i Sebastian Kazakowie – rodzina Kazaków z Brzózy Królewskiej wielokrotnie udzieliła czasowego schronienia żydowskim uciekinierom. 23 marca 1943 w gospodarstwie Kazaków pojawili się niemieccy żandarmi w asyście „granatowych policjantów”. Odnaleźli troje Żydów, których rozstrzelali na miejscu. Zamordowano również małżonków Sebastiana i Katarzynę Kazaków. Śmierci uniknęły jedynie dwie córki Kazaków, które jednak musiały odtąd się ukrywać[189].
- Maria i Zygmunt Kmiecikowie, Adam Czajka – latem 1942 roku rodzina Czajków z Libuszy na pewien czas przyjęła pod swój dach żydowskiego mężczyznę. Niespełna półtora roku później wpadł on w ręce Niemców i podczas przesłuchania ujawnił tożsamość swoich opiekunów. W marcu 1944 niemiecka policja aresztowała Stanisława i Adama Czajków, a także Zygmunta Kmiecika i jego żonę Marię z d. Czajka. Stanisław został po pewnym czasie zwolniony, lecz jego brata i siostrę zamordowano w krakowskim więzieniu Montelupich. Zygmunt Kmiecik trafił do obozu koncentracyjnego; najprawdopodobniej poniósł śmierć w nieustalonych okolicznościach[190].
- Franciszka i Stanisław Kurpielowie – rodzina Kurpielów mieszkała w folwarku Leoncin pod Krasiczynem, gdzie Stanisław pełnił funkcję zarządcy. Na przełomie 1942/43 roku Kurpielowie ukryli w zabudowaniach folwarku 24 uciekinierów z getta w Przemyślu. Ogólnie udzielili pomocy około 30 Żydom. Na skutek donosu 21 maja 1944 w Leoncinie pojawili się funkcjonariusze Ukraińskiej Policji Pomocniczej, którzy aresztowali małżeństwo Kurpielów, ich trzy córki, a także czterech członków rodziny Kochanowiczów, która również zamieszkiwała w folwarku. 24 schwytanych Żydów zastrzelono na miejscu. Kochanowiczów i córki Kurpielów po pewnym czasie zwolniono, lecz Stanisław i Franciszka zostali po ciężkim śledztwie rozstrzelani[191].
- Władysław Łodej z rodziną – rodzina Łodejów mieszkała we wsi Lubienia nieopodal Iłży. Władysław pomógł blisko 40 Żydom w ucieczce z getta w Iłży, a następnie zaopatrywał ich w żywność i wspierał na inne sposoby. W połowie grudnia 1942 Niemcy przybyli do Lubieni celem jego aresztowania. Nie znalazłszy go w rodzinnym domu, zamordowali jego rodziców – Wojciecha i Mariannę Łodejów. Zatrzymali także żonę poszukiwanego, Wiktorię, oraz czwórkę ich dzieci, z których najstarsze liczyło czternaście lat, a najmłodsze – sześć. Całą piątkę rozstrzelano 21 grudnia w lasach nadleśnictwa Marcule. Władysław Łodej przeżył swoich bliskich tylko o dziesięć dni. 31 grudnia 1942 został zatrzymany i zamordowany przez „granatowego policjanta”[192].
- Ludomir Marczak i Jadwiga Sałek-Deneko – Marczak, kompozytor i działacz socjalistyczny, był w czasie okupacji zaangażowany w działalność podziemną. Wraz ze swoją żoną Marianną Bartułd ukrywał uciekinierów z warszawskiego getta w mieszkaniu przy ul. Pańskiej oraz w schronie przy ul. Świętojerskiej. 25 listopada 1943 powiadomieni donosem Niemcy dokonali najścia na drugą z wyżej wymienionych kryjówek, gdzie zatrzymali Marczaka, jego współpracownicę Jadwigę Sałek-Deneko ps. „Kasia” oraz trzynastu Żydów. Po ciężkim śledztwie Marczak został rozstrzelany, stracono także „Kasię” i schwytanych uciekinierów[193][194].
- Bogumiła Noiszewska i Kazimiera Wołowska – siostry niepokalanki, w czasie niemieckiej okupacji zamieszkałe w Słonimiu. Zaangażowały się w akcję pomocy Żydom, m.in. ułatwiając mieszkańcom miejscowego getta zdobywanie lekarstw i zapewniając świadectwa chrztu żydowskim dzieciom. Ukrywały także żydowskich uciekinierów na terenie klasztoru. Współpracował z nimi jezuita o. Adam Sztark. Zostały aresztowane przez Gestapo 18 grudnia 1942. Następnego dnia rozstrzelano je na podmiejskiej Górze Pietralewickiej. Wraz z nimi zginął o. Sztark[195].
- rodzina Olszewskich – jesienią 1942 roku rodzina Olszewskich ze Skórnic koło Końskich przyjęła pod swój dach dziesięcioro Żydów: członków rodziny Wajntraubów oraz ich kuzynki Rosenthal z Łodzi. 15 kwietnia 1943, prawdopodobnie na skutek donosu, w gospodarstwie pojawili się Niemcy. Ośmioro ukrywających się w ziemiance Żydów wybito granatami. Na miejscu rozstrzelano Janinę Olszewską, jej czworo dzieci w wieku od jednego roku do 8 lat (Krystynę, Jana, Bogdana, Zofię), a także Marię Olszewską i jej jedenastoletniego syna Mariana. Henryka Olszewskiego (męża Janiny) i Leona Olszewskiego (syna Marii) wywieziono do obozów koncentracyjnych, gdzie ponieśli śmierć. Z rodziny Olszewskich przeżyli jedynie nieobecni tego dnia w domu Władysław i Wojciech Olszewscy (pasierb i syn Marii)[196].
- Helena i Jan Prześlakowie – nauczyciele i społecznicy z Jaworzna, którzy w lipcu 1942 pomogli kilkunastu uciekinierom z tamtejszego getta ukryć się na terenie szkoły powszechnej w dzielnicy Stara Huta. W nocy 12/13 lipca 1942, najprawdopodobniej na skutek donosu, małżonkowie zostali aresztowani przez Gestapo. Po krótkim pobycie w więzieniu w Mysłowicach trafili do obozu koncentracyjnego Auschwitz-Birkenau, gdzie zginęli we wrześniu 1942 roku[197][198].
- Franciszek Paweł Raszeja – lekarz ortopeda, profesor nauk medycznych, ordynator oddziału ortopedycznego warszawskiego Szpitala PCK. Wielokrotnie udawał się do getta warszawskiego, aby udzielać pomocy medycznej swoim żydowskim pacjentom[199]. 22 lipca 1942 został zamordowany przez Niemców w mieszkaniu przy ul. Chłodnej, gdy wizytował swego pacjenta, jubilera Alberta Schulberga. Wraz z prof. Raszeją zginął także Schuldberg, przebywający przypadkiem w mieszkaniu żydowski antykwariusz Bernard Gutnajer, a według niektórych źródeł jeszcze jeden lekarz – Kazimierz Pollak (Żyd-konwertyta)[200].
- rodzina Rębisiów, Feliks Gawryś, Zofia Miela – w 1942 roku rodzina Rębisiów ze wsi Połomia w powiecie dębickim przyjęła pod swój dach co najmniej dziesięcioro Żydów. Ponadto Rębisiowie pomogli przygotować kryjówkę dla żydowskiej rodziny Buchnerów w sąsiednim gospodarstwie należącym do Zofii Mieli. 9 września 1943 we wsi pojawili się Niemcy w asyście „granatowych policjantów”. Zamordowali Annę i Józefa Rębisiów, ich córki Zofię i Wiktorię, syna Karola, a także zamieszkującego w ich domu Feliksa Gawrysia (narzeczonego Wiktorii). Zamordowano także ukrywanych Żydów (ocalał tylko jeden). Pięć dni później Niemcy ponownie pojawili się w Połomi i zamordowali Zofię Mielę[201].
- Maria Rogozińska wraz z trzyletnim synem Piotrem – w gospodarstwie Rogozińskich we wsi Wierbka w powiecie olkuskim (ob. powiat zawierciański) ukrywano Żydów i członków konspiracji. Około 11 stycznia 1943 pojawili się tam niemieccy żandarmi, którzy na miejscu rozstrzelali dwoje ukrywających się Żydów, a także dwóch polskich mężczyzn[k]. Jeszcze tego samego dnia w ręce Niemców wpadła Marianna Rogozińska wraz ze swym trzyletnim synem Piotrem. Oboje zabrano do siedziby niemieckiej żandarmerii na zamku w Pilicy, gdzie po brutalnym przesłuchaniu zostali zamordowani[202].
- Adam Sztark SJ – ksiądz jezuita pełniący funkcję administratora parafii w Żyrowicach oraz kapelana klasztoru ss. niepokalanek w Słonimiu. W czasie okupacji nawoływał z ambony do pomocy Żydom, zbierał na ich rzecz pieniądze i kosztowności, wystawiał fałszywe świadectwo chrztu. Po likwidacji getta w Słonimiu zbierał z ulic miasta błąkające się żydowskie sieroty, a następnie oddawał je pod opiekę zakonnic. Został aresztowany przez Niemców 18 grudnia 1942. Następnego dnia został rozstrzelany na podmiejskiej Górze Pietralewickiej. Wraz z nim zginęły wtedy siostry Bogumiła Noiszewska i Kazimiera Wołowska[203].
- Mieczysław Wolski i Janusz Wysocki – opiekunowie tzw. bunkra „Krysia” na warszawskiej Ochocie, w którym w latach 1942–1944 ukrywało się ok. 40 Żydów, w tym historyk Emanuel Ringelblum z żoną i synem. 7 marca 1944 kryjówka została odkryta przez Gestapo, a Mieczysław i Janusz wraz ze swoimi podopiecznymi zostali aresztowani. Kilka dni później wszystkich rozstrzelano w ruinach getta warszawskiego[204].

- rodzina Siniarskich - 10 marca 1944 roku w Lutkówce funkcjonariusze niemieckiej żandarmerii i Schupo dokonali egzekucji pięcioosobowej rodziny Siniarskich, ukrywających żydowską rodzinę Lipszyców. Zginęło w sumie osiem osób - Stanisław i Marianna Siniarscy z trójką dzieci oraz żydzi Wolf i Chana Lipszycowie z ich nowonarodzonym dzieckiem[205].

Niektórzy autorzy w pomocy udzielanej Żydom upatrywali przyczyn pacyfikacji takich wsi jak: Bór Kunowski (3/4 lipca 1943, 43 ofiary), Cisie (28 czerwca 1943, 25 ofiar), Krobonosz (26 maja 1942, 15 ofiar), Liszno (18 maja 1942, ok. 60 ofiar), Obórki (listopad 1942, co najmniej kilkadziesiąt ofiar), Parypse (22 maja 1942, 8 ofiar), Przewrotne (14 marca 1943, 36 ofiar), Staw (26 maja 1942, 8 ofiar), Tarnów (maj 1942, 40 ofiar), Widły (26 maja 1942, kilkanaście ofiar), Wola Przybysławska (10 grudnia 1942, 19 ofiar).

## Reperkusje
Analizując wpływ niemieckich represji na stosunek Polaków do żydowskich uciekinierów, należy brać pod uwagę fakt, że decyzje o ewentualnym udzieleniu pomocy były podejmowane w sytuacji, gdy znaczne odłamy narodu polskiego poddawane były eksterminacji, a okupacyjnym terrorem pozostawała zagrożona w zasadzie cała ludność etnicznie polska. Już pierwsze miesiące niemieckich rządów uświadomiły polskiemu społeczeństwu, że nawet drobne wykroczenia przeciw porządkowi okupacyjnemu będą karane bezwzględnie i okrutnie. W dodatku Niemcy świadomie starali się nadać rozgłos represjom stosowanym wobec osób wspierających Żydów, chcąc w ten sposób zastraszyć polskie społeczeństwo i zniechęcić je do podejmowania jakichkolwiek działań pomocowych. Wielu historyków jest zdania, że strach przed niemieckimi represjami był jednym z najważniejszych czynników zniechęcających Polaków do udzielania pomocy żydowskim uciekinierom (inne istotne czynniki to: znaczna liczebność mniejszości żydowskiej i jej niski stopień asymilacji, antysemityzm, wojenna bieda i demoralizacja). Martyna Grądzka-Rejak i Aleksandra Namysło podkreślają, że:

Terror okupanta wywołujący w polskim społeczeństwie permanentne poczucie strachu był jednym z czynników determinujących relacje polsko-żydowskie w tym czasie.

Niektórzy autorzy umniejszają jednak znaczenie strachu jako czynnika odstręczającego polską ludność od niesienia pomocy Żydom. Wychodząc z założenia, że główną motywacją osób pomagających Żydom była chęć zysku, Jan Tomasz Gross wysnuł wniosek, iż ukrywanie uciekinierów nie mogło być szczególnie ryzykownym zajęciem, gdyż w jego ocenie niewiele osób narażałoby życie swoje i swoich bliskich wyłącznie dla zarobku. Z kolei Gunnar S. Paulsson porównując minimalną liczbę Polaków zaangażowanych w ratowanie Żydów (160 tys.) z podawaną przez GKBZpNP–IPN liczbą ok. 700 zamordowanych, doszedł do wniosku, że prawdopodobieństwo śmierci z tego powodu wynosiło 1 do 230. Uwzględniając dodatkowo pozostałe zagrożenia, na jakie narażeni byli Polacy pod niemiecką okupacją, uznał, że pomaganie Żydom było w praktyce zajęciem tylko do pewnego stopnia bardziej ryzykownym, niż inne wykroczenia przeciw porządkowi okupacyjnemu. W jego ocenie:

Stosowane na masową skalę drakońskie przepisy, zamiast poskromić ludność, skłaniały ją do brawury i tworzyły klimat bezprawia, w którym […] ukrywanie Żydów stawało się po prostu jedną z wielu nielegalnych działalności, w trakcie których ludzie rutynowo ryzykowali życie. Zasada zbiorowej odpowiedzialności także wywołała odwrotny skutek, gdyż zadenuncjowanie Żyda ściągało niebezpieczeństwo na jego polskich opiekunów, a to oznaczało złamanie okupacyjnego nakazu solidarności.

Wyjściowego założenia Grossa nie potwierdzają jednak badania innych historyków, które wskazują, że w gronie Polaków niosących pomoc Żydom odsetek osób działających wyłącznie z pobudek finansowych wynosił jedynie od kilkunastu do dwudziestu procent. Z kolei Marcin Urynowicz zwraca uwagę, że niemiecki terror bardzo skutecznie zastraszył szerokie kręgi polskiego społeczeństwa, stąd realne zagrożenia, przed którymi stała osoba, do której zwrócono się o pomoc, nie musiały mieć bezpośredniego związku z poziomem odczuwanego przez nią strachu. Konkludując, stwierdza:

Dzięki zrozumieniu tego zjawiska znacznie lepiej możemy poznać sytuację Polaka, który stanął przed dylematem: pomóc zagrożonej osobie czy nie. Przestawał bowiem mieć większe znaczenie fakt, czy osobie, do której zwrócono się o pomoc, rzeczywiście coś zagrażało w danym miejscu i czasie. Liczyło się to, czy osoba ta, poddana długotrwałemu stresowi i napięciu lękowemu, potrafiła pokonać własne słabości, przezwyciężyć coś znacznie głębszego niż uczucie strachu, czy potrafiła przeżyć terror okupanta wymierzony bezpośrednio w nią i jej bliskich.

Barbara Engelking wskazuje, że strach przed niemieckimi represjami wzrastał w szczególności, gdy w danej okolicy miały miejsce przypadki egzekucji Polaków podejrzewanych o wspieranie żydowskich uciekinierów. Tego typu wydarzenia miały często duży wpływ na sytuację ukrywających się Żydów. Znane są przypadki, gdy przeprowadzone przez Niemców pokazowe akcje represyjne, a nawet sama groźba zastosowania surowych kar, osiągnęły cel w postaci zastraszenia miejscowej ludności i znacznego ograniczenia pomocy niesionej Żydom . W niektórych wypadkach strach przed denuncjacją i surowymi karami skutkował wydawaniem uciekinierów w ręce Niemców. Zdarzało się ponadto, że Polacy, którzy z różnych względów nie mogli lub nie chcieli dalej ukrywać żydowskich uciekinierów, woleli ich zamordować, zamiast pozwolić na szukanie schronienia w innym miejscu. Istnieje m.in. relacja mówiąca, że masakra rodziny Ulmów wywarła tak wstrząsające wrażenie na miejscowej ludności, że w okolicach Markowej znaleziono później ciała 24 Żydów, których w obawie przed denuncjacją zamordowali ich polscy opiekunowie (według historyka Mateusza Szpytmy owa zbrodnia miała jednak miejsce w sąsiedniej Sieteszy – w dodatku najprawdopodobniej na dwa lata przed śmiercią Ulmów).

### Liczba pomagających i ocalonych
Marek Arczyński oceniał, że „w warunkach niespotykanego gdzie indziej terroru stosowanego przez hitlerowskiego okupanta, ratowanie Żydów w Polsce urastało do aktu szczególnego poświęcenia i bohaterstwa”. Niemniej w społeczeństwie polskim znalazły się osoby gotowe podjąć takie ryzyko. Stosunkowo największym skupiskiem zarówno ocalonych, jak i ratujących była Warszawa – a obok niej inne większe miasta oraz tereny podmiejskie (z wyłączeniem Łodzi). Stosunkowo duża jest liczba ocalonych z terenów przedwojennego województwa lwowskiego, co można tłumaczyć większą solidarnością Polaków z Żydami w obliczu wspólnego zagrożenia, które stwarzali ukraińscy nacjonaliści lub faktem, że obszar ten został najwcześniej zajęty przez Armię Czerwoną.
Gunnar S. Paulsson oceniał, że w różne formy pomocy Żydom zaangażowanych było od 280 tys. do 360 tys. Polaków, z czego ok. 70–90 tys. w samej Warszawie. Teresa Prekerowa szacowała liczbę pomagających na 160–360 tys., Marcin Urynowicz na 300 tys., a Władysław Bartoszewski na „co najmniej kilkaset tysięcy”. W ocenie Jana Żaryna liczba Polaków uczestniczących pośrednio lub bezpośrednio w akcji ratowania Żydów mogła sięgnąć nawet miliona, a zdaniem Richarda Lukasa – co najmniej od 800 tys. do 1,2 mln. Polska była również jedynym krajem europejskim, gdzie powołano do życia konspiracyjną organizację ds. pomocy i ratowania ludności żydowskiej, która działała na wielu frontach, skupiała szeroki wachlarz stronnictw politycznych reprezentujących ludność polską i żydowską oraz działała w porozumieniu z centralnymi instytucjami podziemia – tj. Radę Pomocy Żydom „Żegota”.
Wiele trudności budzi ustalenie liczby Żydów, którzy przeżyli niemiecką okupację, ukrywając się wśród Polaków. Shmuel Krakowski twierdził, że „po aryjskiej stronie” przetrwało nie więcej jak 20 tys. osób. Israel Gutman szacował, że na okupowanym terytorium Polski przeżyło ok. 50 tys. Żydów, z czego od 30 tys. do 35 tys. ocalało dzięki pomocy Polaków. Według szacunków Teresy Prekerowej od 30 tys. do 60 tys. Żydów ocalało ukrywając się wśród ludności polskiej („z jej pomocą lub bez”). Grzegorz Berendt oceniał, że w okupowanej Polsce przeżyło „po aryjskiej stronie” około 50 tys. Żydów. Gunnar S. Paulsson oceniał natomiast, że w okupowanej Polsce ukrywało się ok. 100 tys. Żydów, z czego blisko 46 tys. zdołało przeżyć wojnę. Jego zdaniem w samej tylko Warszawie ukrywało się ok. 28 tys. Żydów, z czego ocalało blisko 11,5 tys.

## Porównanie z sytuacją w innych państwach okupowanej Europy
Marek Arczyński wskazywał, że „w żadnym z okupowanych krajów hitlerowcy nie stosowali tak daleko idących represji i tak okrutnego terroru za pomoc okazywaną ludności żydowskiej, jak w Polsce”. Podobne oceny formułowali także inni historycy. Wbrew rozpowszechnionemu stereotypowi Polska nie była jednak jedynym okupowanym państwem w Europie, gdzie udzielenie jakiejkolwiek pomocy Żydowi zagrożone było karą śmierci. Zasadę odpowiedzialności zbiorowej za pomoc ukrywającym się Żydom Niemcy wprowadzili bowiem także na okupowanych terenach ZSRR oraz w okupowanych państwach bałkańskich – tj. w krajach, gdzie pod pretekstem walki z partyzantką zrezygnowali z przestrzegania zasad prawa wojennego.
Ze zdecydowanie mniejszym ryzykiem wiązało się natomiast niesienie pomocy Żydom w okupowanych państwach Europy Zachodniej lub w państwach sprzymierzonych z III Rzeszą. Udzielenie pomocy Żydowi było tam zazwyczaj karane konfiskatą majątku, uwięzieniem lub deportacją do obozu koncentracyjnego. Dla przykładu za pomoc rodzinie Anny Frank aresztowano dwóch Holendrów, z których żaden nie został stracony. Stefan Korboński twierdził, że w Belgii, Francji, Holandii, Norwegii i we Włoszech nie zanotowano ani jednego przypadku skazania na śmierć osoby niosącej pomoc żydowskim współobywatelom. Jedynie w Danii miał mieć miejsce wypadek zastrzelenia mężczyzny, który pomagał Żydom dostać się na prom odpływający do neutralnej Szwecji. Instytut Jad Waszem wskazuje jednak, że znane są przypadki śmierci obywateli państw zachodnioeuropejskich w obozach koncentracyjnych, do których deportowano ich z powodu udzielania pomocy Żydom. Niemniej miarą różnicy dzielącej rzeczywistość okupowanej Polski od sytuacji w państwach Europy Zachodniej może być fakt, że w Holandii było możliwe zorganizowanie publicznych protestów przeciw deportacjom ludności żydowskiej.
Z obliczeń Teresy Prekerowej wynika, że tylko od 1% do 2,5% dorosłej populacji Polaków zaangażowało się w pomoc Żydom. Liczba pomagających była jednak również bardzo niewielka w państwach Europy Zachodniej – mimo iż ukrywanie Żydów wiązało się tam z nieporównanie mniejszym ryzykiem.
Jeśli przyjąć jako kryterium odsetek ludności krajów europejskich, jaki w 1945 roku stanowili Żydzi ocalali z Holocaustu, to Polska nie odbiegała od średniej w innych okupowanych przez Niemcy państwach. Z drugiej strony w Holandii, gdzie mieszkało niewielu Żydów, a nastroje antysemickie były znacznie słabsze niż w Polsce, straty ludności żydowskiej były w ujęciu procentowym porównywalne ze stratami wśród polskich Żydów. Gunnar S. Paulsson szacował, że wśród Żydów, którzy w Warszawie oraz w Holandii podjęli próbę ukrycia się „po aryjskiej stronie”, odsetek ocalałych był niemal identyczny. Z jego wyliczeń wynika ponadto, że niemal identyczny był „miesięczny współczynnik strat” wśród Żydów warszawskich i Żydów duńskich. Paulsson zastrzegał jednak, iż z rozmaitych przyczyn zdecydowanie mniejsze szanse przeżycia mieli Żydzi, którzy podjęli próbę ukrycia się na terenach wiejskich okupowanej Polski.

## Upamiętnienie
Do 1 stycznia 2019 liczba Polaków odznaczonych medalem „Sprawiedliwy wśród Narodów Świata” wyniosła 6992. Uhonorowani to w większości wypadków osoby niezwiązane z szeroko rozumianym ruchem oporu, na własną rękę udzielające pomocy Żydom. W gronie odznaczonych znajdują się także liczni obywatele polscy, którzy byli represjonowani z powodu udzielania pomocy Żydom. W publikacji Represje za pomoc Żydom na okupowanych ziemiach polskich w czasie II wojny światowej wymieniono 170 takich osób. Nie jest to jednak ich pełna lista, gdyż nie obejmuje niektórych osób zamordowanych za pomaganie Żydom, a uhonorowanych medalem, m.in. Jadwigi Sałek-Deneko, czy Mieczysława Wolskiego i Janusza Wysockiego.
Pomniki upamiętniające Polaków ratujących Żydów podczas II wojny światowej zostały wzniesione w Kielcach (1996) i Łodzi (2009). 24 marca 2004 w Markowej odsłonięto pomnik ku czci rodziny Ulmów. Ponadto 17 marca 2016 w Markowej zostało otwarte Muzeum Polaków Ratujących Żydów podczas II wojny światowej im. Rodziny Ulmów.
W 2008 roku Instytut Pamięci Narodowej i Narodowe Centrum Kultury zainicjowały kampanię edukacyjną „Życie za życie” mającą na celu ukazanie postaw Polaków, którzy z narażeniem własnego życia ratowali Żydów w czasie II wojny światowej.
W marcu 2012 roku Narodowy Bank Polski wprowadził do obiegu monety okolicznościowe upamiętniające trzy polskie rodziny zamordowane za pomoc Żydom – Kowalskich ze Starego Ciepielowa, Ulmów z Markowej oraz Baranków z Siedlisk.
Historie Polaków zamordowanych przez Niemców za udzielanie pomocy Żydom przedstawiono m.in. w filmach dokumentalnych Cena życia z 2004 roku (reż. Andrzej Baczyński), Sprawiedliwi wśród Narodów Świata z 2004 roku (reż. Dariusz Walusiak), Życie za życie z 2007 roku (reż. Arkadiusz Gołębiewski), Historia Kowalskich z 2009 roku (reż. Arkadiusz Gołębiewski, Maciej Pawlicki).